# Este

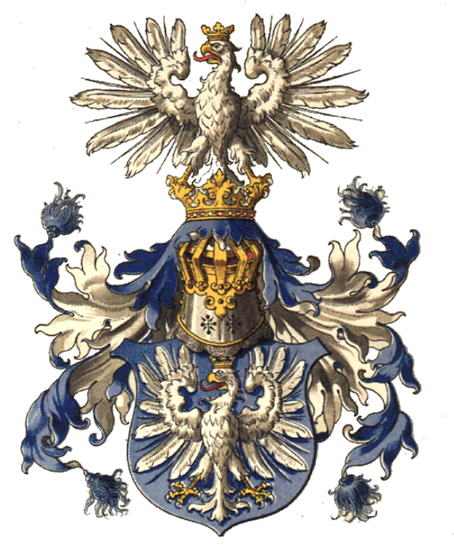
Ultimo stemma di Casa d'Este

Gli Este sono una famiglia nobile, di origine italiana, una delle dinastie europee più longeve, che ha governato alcuni territori in Italia e in Germania. I primi rappresentanti della casata si possono individuare nei discendenti degli Obertenghi, mentre il ramo cadetto finale di derivazione è casa d'Austria-Este. Quest'ultima, estintasi per linea di sangue nel 1875 con la morte del duca Francesco V d'Austria-Este, è giunta ai giorni nostri per eredità e nuova creazione dinastica.

## Origine del nome
Il nome della casata è legato alla cittadina veneta di Este, perché compresa nei territori in possesso della famiglia a partire dall'XI secolo. Il marchese Alberto Azzo II d'Este nel 1073 vi trasferì la sua corte, che lì rimase sino al 1242, quando Azzo VII d'Este, dopo aver sconfitto Ezzelino III da Romano, trasferì la famiglia a Ferrara. In questa città, poi chiamata estense, la famiglia, alla fine del XII secolo, arrivò per allargare la sua sfera di influenza, sino a quel momento in terra veneta.

## Storia

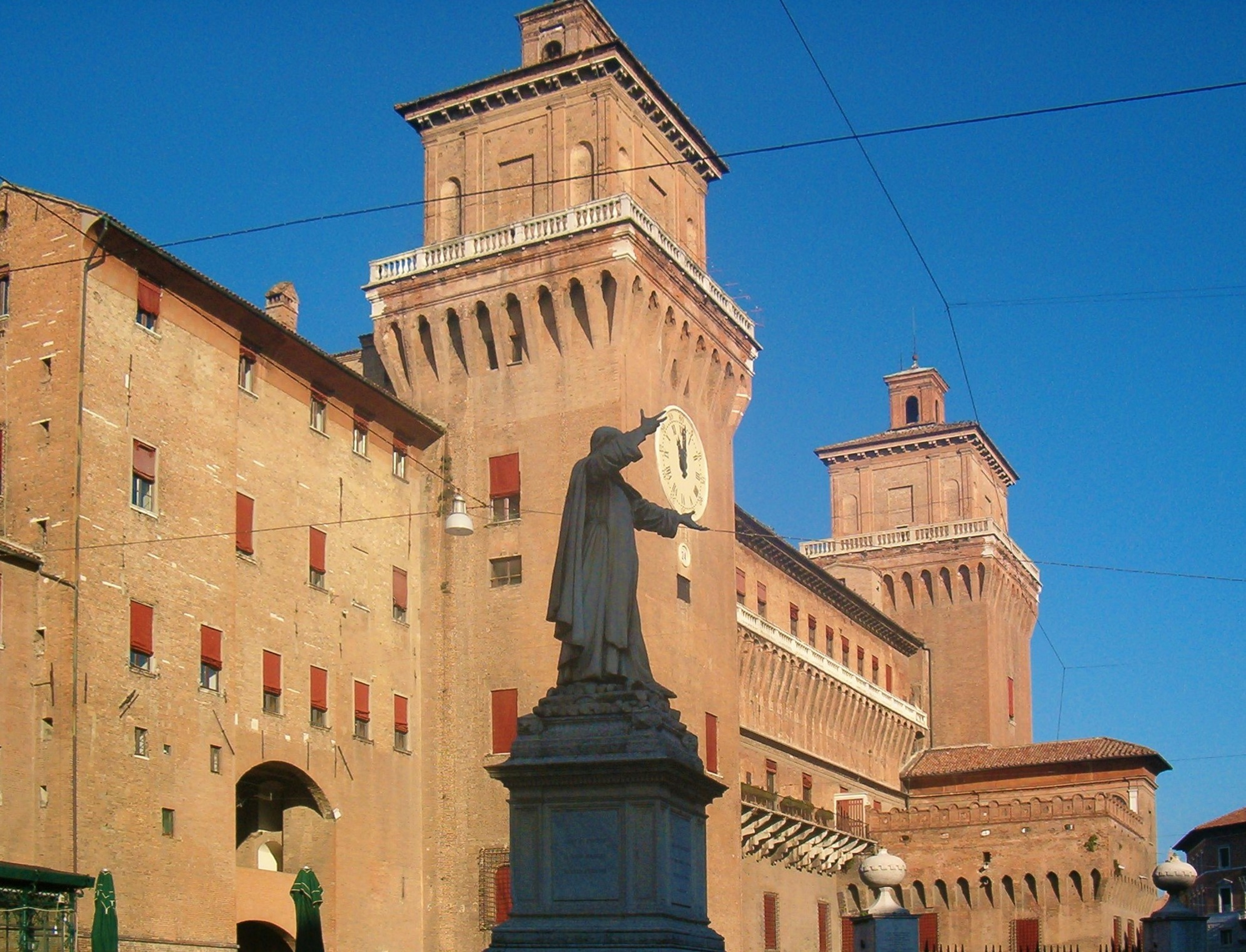
Castello Estense e monumento a Girolamo Savonarola, Ferrara

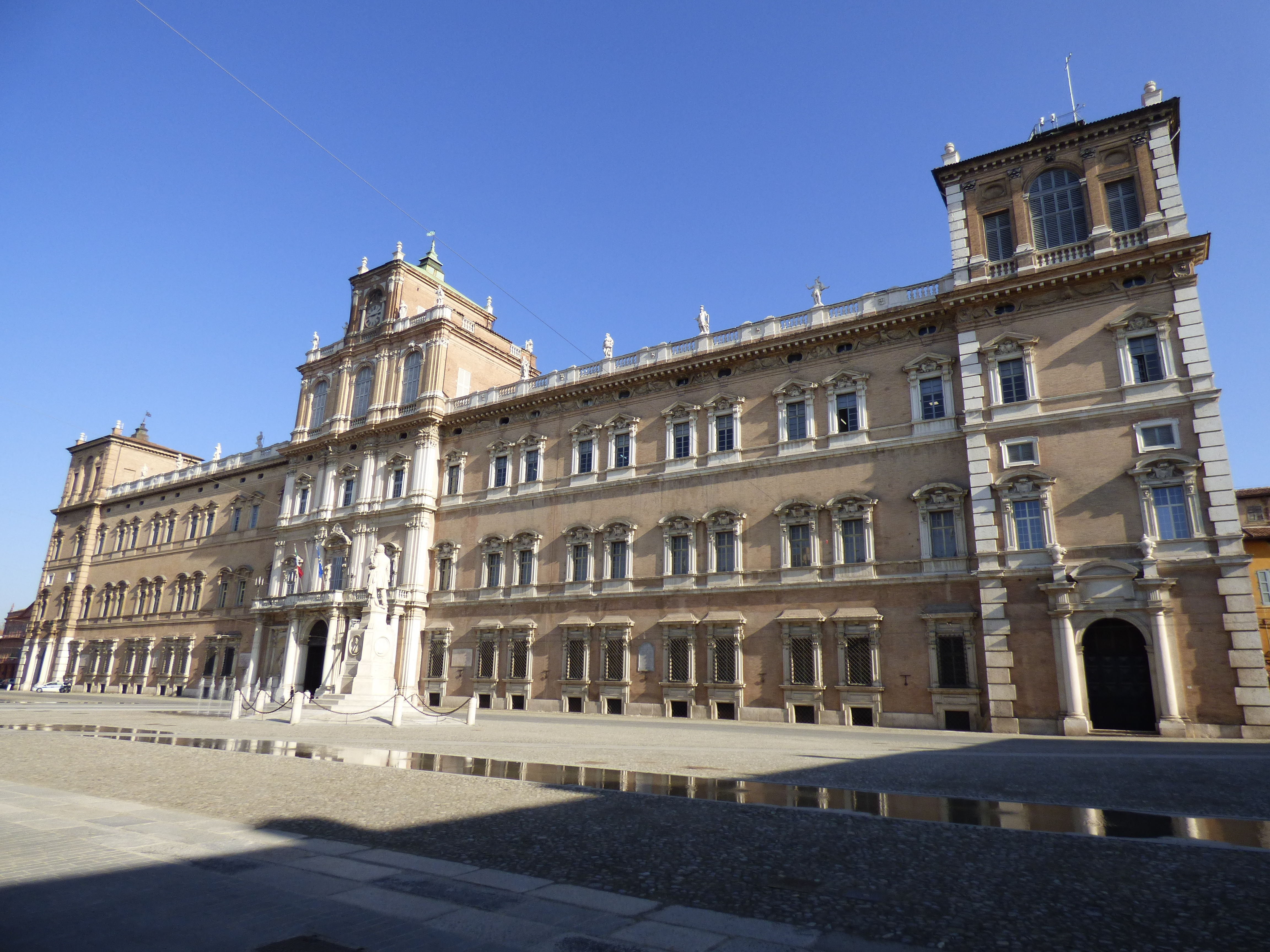
Palazzo Ducale di Modena

Le origini della casata vanno ricercate nel periodo dell'impero carolingio e quindi sono da collegare a Carlo Magno. Due importanti lavori di ricerca hanno portato luce sulla storia della casata: quello del tedesco Gottfried Wilhelm von Leibniz e quello dell'italiano Ludovico Antonio Muratori.
- Leibniz, nominato storico e grande consigliere di corte dei duchi di Brunswick-Lüneburg, appartenenti al casato di Hannover, ebbe l'incarico di dimostrare l'origine della casata dagli Este.[7] Il rinvenimento di tale legame, solo marginalmente legato ad un interesse storico,[8] avrebbe consentito agli Hannover di rafforzare le proprie pretese al titolo di principi elettori.[7] Leibniz individuò tale collegamento, rinvenendo nel 1690 una prova decisiva visitando le tombe estensi presso l'abbazia della Vangadizza a Badia Polesine. Qui esaminò gli epitaffi delle tombe di Alberto Azzo II d'Este e della consorte Cunegonda di Altdorf[9] (erede del ramo bavarese dei Vecchi Welfen, estintosi nella linea maschile con il fratello Guelfo di Carinzia), testimonianza del legame dinastico esistente tra le due famiglie. Leibniz aveva già trovato conferma dell'appartenenza di Alberto Azzo alla casa Este con l'esame di un documento manoscritto conservato ad Augusta.

Il primogenito di Alberto Azzo e unico figlio della coppia, Guelfo d'Este, divenne duca di Baviera nel 1070. Con questo personaggio ebbe inizio la linea cadetta dei Welfen dalla quale discendono in linea diretta i duchi di Brunswick-Lüneburg.

Un altro figlio, Folco I d'Este ereditò i territori italiani paterni, continuando la dinastia estense.
- Muratori, che era stato ammesso alla corte estense da Rinaldo d'Este con l'incarico di archivista e bibliotecario, in seguito lavorò a lungo sulle fonti storiche e giuridiche che legittimavano i diritti della casata, e quindi sulle sue origini. Lo studioso ricollegò con precisione il ceppo originario della famiglia ad origini longobarde.[11] Bonifacio I di Toscana fu il feudatario longobardo di origini bavaresi giunto in Italia con Carlo Magno. Il figlio, Bonifacio II, ebbe i titoli di conte e duca di Lucca e di prefetto della Corsica.[12] I discendenti furono Adalberto I, Adalberto II, Guido e Adalberto III. Oberto I fu quasi certamente figlio di Adalberto III e da lui originarono quattro rami della casata degli Obertenghi, tra i quali gli Este, prima dell'anno 1000.[13]

Il vero capostipite della casata estense è quindi da ritenersi Alberto Azzo II che, intorno al 1035 sposò Cunegonda di Altdorf, figlia di Guelfo III di Altdorf (appartenente alla dinastia dei Vecchi Welfen, estintasi poco dopo).
L'ascesa della casata nella città di Ferrara avvenne grazie ad Obizzo I d'Este. Gli Este ebbero il titolo di marchesi, ereditandolo dagli Obertenghi, signori di estesi territori nel nord Italia, e in seguito quello di duchi. Questa investitura ducale fu duplice e si riferì a Borso d'Este che, nel 1452, ricevette la nomina a duca di Modena e Reggio dall'imperatore Federico III d'Asburgo e nel 1471 divenne primo duca di Ferrara per investitura di papa Paolo II Ferrara in quel momento era unita da vincoli di vassallaggio allo Stato Pontificio, mentre Modena e Reggio dipendevano dal potere imperiale, rientrando nei confini del Sacro Romano Impero.
I loro domini si estesero al Frignano (1354), alla Garfagnana (1429/1451), a Carpi (1527), alla signoria di Correggio (1636), al ducato della Mirandola (1711), alla contea di Novellara e Bagnolo (1737) e al ducato di Massa e Principato di Carrara (1790).
Alfonso II d'Este non ebbe eredi legittimi e questo causò, nel 1598, la devoluzione di Ferrara allo Stato Pontificio. Il ducato si ridusse quindi alle province di Modena e Reggio Emilia, territorialmente contigue, con Modena capitale, sino al 1796. Il territorio fece poi parte della Repubblica Cispadana, della Repubblica Cisalpina, della Repubblica Italiana e del Regno d'Italia.
Con la restaurazione del 1814 l'antico ducato passò al ramo cadetto Austria-Este, nato dal matrimonio tra la figlia di Ercole III d'Este, Maria Beatrice, e Ferdinando Carlo Antonio d'Asburgo-Lorena, figlio di Maria Teresa d'Austria. Nel 1829, agli altri domini estensi si fuse il Ducato di Massa e Principato di Carrara, in precedenza governato direttamente da Maria Beatrice come eredità materna, e nel 1847 si aggiunse anche il Ducato di Guastalla. Gli Stati Estensi, come la compagine politica degli Este era ufficialmente definita, cessarono definitivamente di esistere con la loro annessione al Regno di Sardegna nel 1859 e poi al Regno d'Italia.

Suddivisione generale dell'Italia attorno all'anno 1000

## Origini e discendenza dei due rami principali
La famiglia degli Este trasse origine dagli Obertenghi, sovrani di Milano e della Liguria orientale verso la fine del X secolo, e analoga origine ebbero le famiglie Pallavicino, Cavalcabò e Malaspina. Oberto I, marchese della Liguria, conte di Luni e conte palatino, vicario imperiale, fu il capostipite delle quattro casate.
Guido di Toscana, che visse nel X secolo, era un discendente degli antichi duchi e marchesi della Toscana, figlio di Adalberto II. Il figlio Adalberto III in un documento del 1011 viene ricordato col titolo di marchese, attribuito solo ai governanti di una delle marche o province in cui era divisa l'Italia. Nel caso di Adalberto III si trattava della Marca obertenga, che comprendeva la Lombardia e la Liguria. Discendenti furono Oberto I, Oberto II, Alberto Azzo I e Alberto Azzo II d'Este.
Alberto Azzo II ebbe tre figli: Folco, Guelfo e Ugo. 
- Da Guelfo trasse origine il ramo tedesco col casato dei Welfen. Guelfo fu adottato dallo zio materno Guelfo di Carinzia e gli succedette come duca di Carinzia, cambiando il cognome per perpetuarne la discendenza, che altrimenti si sarebbe estinta con lo zio. Guelfo divenne duca di Baviera nel 1070 e originò il ramo cadetto dei Welfen, dal quale discendono gli Hannover, che furono prima duchi di Brunswick-Lüneburg e poi di Brunswick, re di Hannover, re di Gran Bretagna, d'Irlanda e re del Regno Unito di Gran Bretagna e Irlanda.
- Ugo si trasferì in Francia e divenne conte della regione del Maine.
- Da Folco trasse origine il ramo italiano Casa d'Este, che vide susseguirsi marchesi e duchi sino al 1859.

## Marchesi d'Este dal 1039

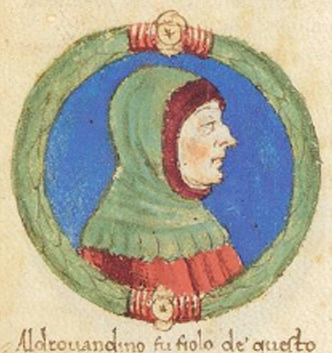
Aldobrandino I d'Este

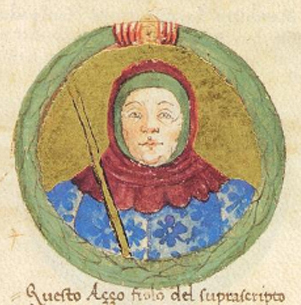
Azzo VI d'Este

Da Oberto I e dal figlio Oberto II trae origine il ramo italiano degli Este. Alberto Azzo II d'Este, conte di Lunigiana e Milano, signore di Este e Rovigo, è il capostipite della casata.
La dinastia proseguì poi con l'altro figlio di Azzo II, Folco I d'Este. Folco I ebbe alcune difficoltà nei momenti iniziali della sua signoria, ma le disposizioni del padre, che lasciavano a lui ed ai suoi discendenti il possesso dei territori italiani, fecero sì che i fratelli si trasferissero. Ugo emigrò in Francia e Guelfo in Germania. Varie famiglie in quel periodo si erano contese il territorio di Ferrara; tra queste i Canossa, e la città risultava ancora formalmente retta da un governo comunale. Attorno al 1122 si ebbe una prima rovinosa rotta del Po a Ficarolo, seguita da numerose altre, e nel 1135 venne eretta la nuova cattedrale di San Giorgio. Le potenti famiglie locali Salinguerra e Torelli iniziarono a contendersi il potere; inoltre si ebbero difficoltà economiche legate alle mutate condizioni sia commerciali (deviazione del corso del Po) sia di rapporti con i centri di potere più vicini, come Bologna, Ravenna e Venezia, oppure relativamente più lontani come Milano e Firenze.
Gli Este si affermarono con la promessa di matrimonio della nipote Marchesella Adelardi, figlia di Adelardo Adelardi dei Marchesella, con Azzo VI d'Este, figlio di Azzo V e nipote di Obizzo I. Il matrimonio non venne mai celebrato a causa della prematura morte della promessa sposa nel 1186 e gli Este ereditarono in questo modo i beni della famiglia Adelardi, assumendo un peso sempre maggiore negli equilibri di potere locali.
Alberto Azzo II d'Este, al potere fino al 1097, fu marchese della città di Este Fu il primo signore di Ferrara, podestà di Mantova e Verona. Mentre si trovava a Verona, i Salinguerra cacciarono gli Este da Ferrara; quindi Azzo VI si trovò a dover combattere con Salinguerra Torelli e con Ezzelino II da Romano, suo alleato. L'imperatore Ottone IV di Brunswick scese in campo in suo favore e ottenne una tregua tra le forze contrapposte. L'imperatore Ottone IV, intanto, venne scomunicato e Azzo VI, mutando strategia, prese le parti del papa, combattendo stavolta al fianco di Federico II, destreggiandosi in modo molto attento con le alleanze. Morì nel 1212, senza riuscire a vedere gli effetti della sua diplomazia.

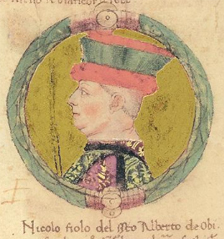
Niccolò III d'Este

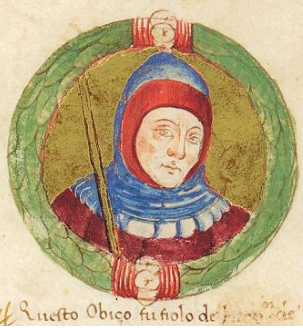
Obizzo II d'Este

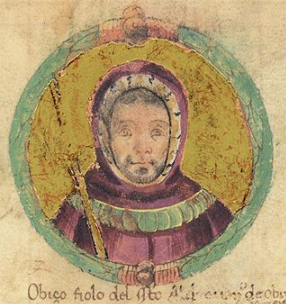
Obizzo III d'Este

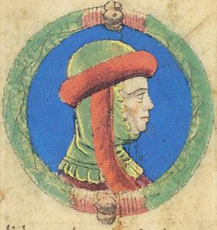
Aldobrandino III d'Este

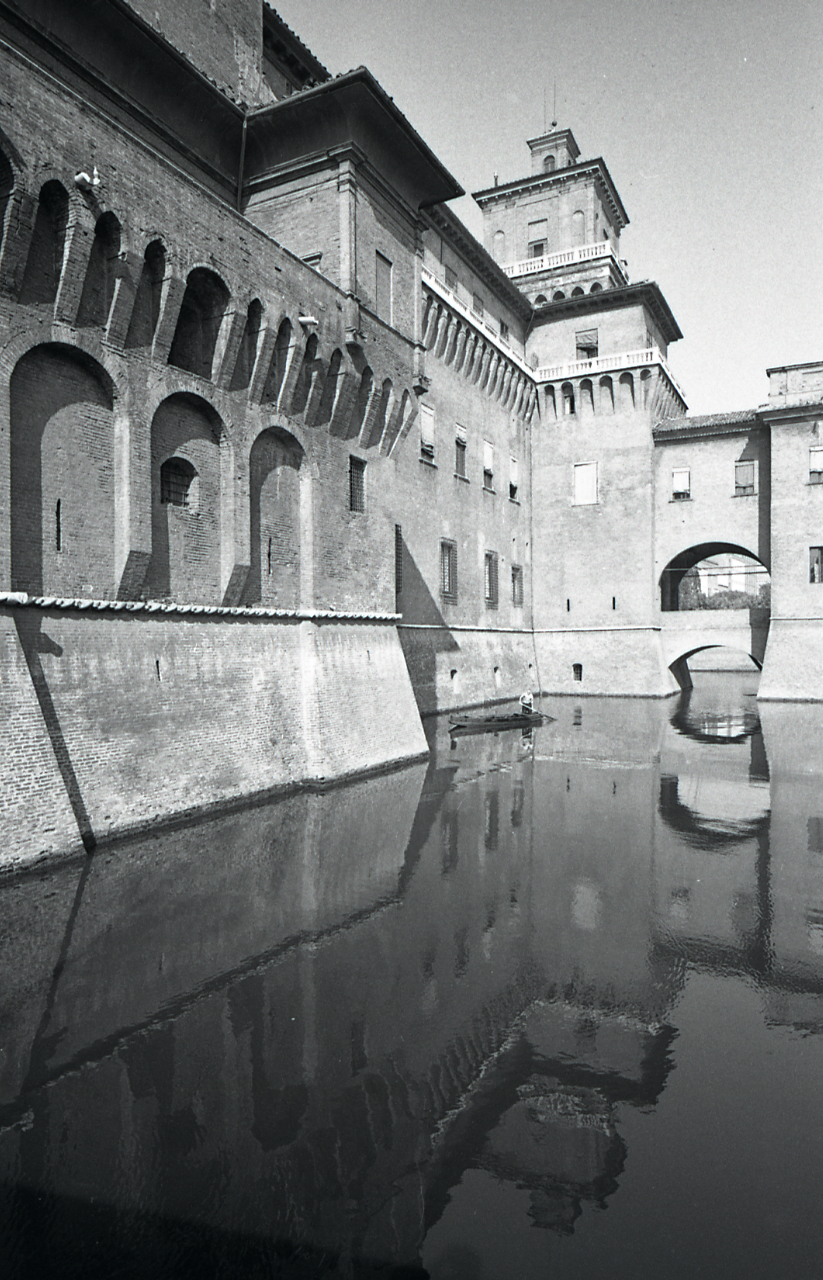
Il Castello Estense in un'immagine di Paolo Monti del 1965

Il titolo di marchesi d'Este può essere inteso come riferito alla casata, oppure al luogo al quale si riferisce l'investitura, cioè la cittadina di Este. Obizzo I d'Este, al potere fino al 1193, fu il primo della casata a scegliere Ferrara come dimora per la sua corte e fu il primo che poté fregiarsi del titolo di marchese d'Este riferito alla città di Ferrara (Marchiobes de Este, dal nome dalla città di Este, non compare nei documenti storici ufficiali prima del 1171). Godé di grande prestigio, creando alleanze forti con l'antica nobiltà ferrarese. La consorte Sofia apparteneva alla famiglia Giocoli Ratichieri, appartenente alla potente stirpe dei Giocoli, dalla loro unione nacque Azzo V d'Este. Nel 1177 prese parte alle trattative per la pace di Venezia tra l'imperatore Federico Barbarossa ed il papa Alessandro III, recandosi nella Serenissima con una scorta di 180 armati.

## Signori di Ferrara (1208-1308), signori di Modena (1288-1306) e signori di Reggio (1289-1306)
Azzo VI d'Este, al potere fino al 1212, fu il primo signore di Ferrara, podestà di Mantova e Verona. Mentre si trovava a Verona i Salinguerra cacciarono gli Este da Ferrara, quindi Azzo VI si trovò a dover combattere con Salinguerra Torelli e con Ezzelino il Monaco, suo alleato. L'imperatore Ottone IV di Brunswick scese in campo in suo favore e ottenne una tregua tra le forze contrapposte. L'imperatore Ottone IV, intanto, venne scomunicato, e Azzo VI, mutando strategia, prese le parti del papa combattendo stavolta al fianco di Federico II, destreggiandosi in modo molto attento con le alleanze. Morì nel 1212, senza riuscire a vedere gli effetti della sua diplomazia.
Aldobrandino I d'Este, al potere dal 1212 al 1215, dopo la morte del padre, continuò nella sua politica di sostegno a Papa Innocenzo III ed al futuro imperatore Federico II e di contrasto all'imperatore Ottone. Venne coinvolto su vari fronti; i padovani con Ezzelino il Monaco assalirono la rocca d'Este e la conquistarono, costringendolo a cedere la città da cui la dinastia traeva il nome, a Ferrara ottenne un accordo con i Salinguerra e tentò di difendere la Marca di Ancona. Per organizzare un esercito fu costretto a chiedere un prestito ai banchieri di Firenze che vollero come ostaggio a garanzia del pagamento il fratello, Azzo VII. Quando sembrava ormai aver riconquistata Ancona, Aldobrandino morì per cause misteriose, a soli 25 anni. In seguito la Marca di Ancona non appartenne più agli Este, anche se sino al 1330 la dinastia continuò a fregiarsi del titolo. A Ferrara intanto i Salinguerra presero il potere (e lo mantennero per 18 anni).
Azzo VII d'Este, al potere dal 1222 al 1264, venne riscattato dai banchieri fiorentini e tentò di riconquistare Ferrara a lungo, senza riuscirvi. I Salinguerra lo invitarono in città tendendogli una trappola, dalla quale si salvò a fatica ma nella quale molti dei suoi furono uccisi. La sua reazione lo portò ad assalire il castello della Fratta, dominio dei Salinguerra, vi uccise molti della loro fazione, venne nominato difensore della Chiesa nella lotta contro Ezzelino III da Romano da papa Innocenzo IV e nel 1240 riconquistò definitivamente Ferrara. Il ritorno a Ferrara dopo quasi un ventennio di assenza a causa della famiglia Salinguerra avvenne solo grazie all'alleanza con la Repubblica di Venezia. La Serenissima in cambio ottenne importanti vantaggi commerciali e la presenza, presso la corte estense cittadina, di un visdomino, un suo alto magistrato con compiti di ambasciatore e controllore.
Obizzo II d'Este fu marchese, signore a vita di Ferrara dal 1264, signore di Modena nel 1288 e di Reggio Emilia dal 1289 al 1293. Dante gli riserva il girone dei violenti per la sua vita fortemente segnata da lotte anche sanguinose. Quando arrivò al potere seppe ottenere l'appoggio dell'arcivescovo di Ravenna per rendere stabile il dominio estense a Ferrara che, essendo feudo papale, rese gli Este vicari papali. Morì probabilmente ucciso dai due figli maggiori, Aldobrandino e Azzo, perché aveva indicato come suo successore il figlio minore Francesco.
Azzo VIII d'Este fu al potere dal 1293 al 1308. Nei primi anni fu osteggiato dai fratelli maschi sostenuti dal modenese Lanfranco Landone e dalla famiglia Boschetti. Azzo VIII prevalse e iniziò a stringere alleanze con le signorie confinanti per tentare di rinsaldare il suo dominio, coinvolgendo in questa politica anche Milano, visto che la sorella Beatrice si era sposata con Galeazzo I Visconti. Nel 1305 ebbe problemi con Modena e Reggio perché sia Bologna sia Parma ripresero le ostilità contro queste due città e la situazione divenne più difficile quando contro gli Estensi si schierarono anche Verona e Mantova. Nei primi mesi del 1306 Modena e Reggio vennero perdute. Il suo testamento che lasciava al nipote Folco tutti i possedimenti causò, alla sua morte, un periodo di conflitti per la successione che portò alla prima guerra di Ferrara. Ferrara, Modena e Reggio per alcuni anni vennero perdute dalla casata. Per un breve periodo, malgrado le sue diverse disposizioni, gli succedette Fresco d'Este.
Fresco d'Este rimase al potere per pochi mesi nel 1308, in un periodo di difficoltà della casata che perse per vari anni il dominio di Ferrara e dei territori ad essa legati. Questo avvenne perché Azzo VIII nel testamento aveva disposto che la signoria passasse al nipote Folco mentre il podestà di Ferrara aveva invece decretato che la successione sarebbe toccata a Fresco. Aldobrandino II d'Este e Francesco si opposero e chiesero l'intervento di papa Clemente V. Intervennero i veneziani ma le truppe pontificie riuscirono ad ottenere il controllo su Ferrara che per quasi nove anni, dal 309 al 1317, tornò sotto il diretto controllo dello Stato Pontificio. Fresco riparò a Venezia e vi rimase col figlio Folco sino alla sua morte, che avvenne nel 1312.
Gli Este quindi perdettero per un certo periodo dall'inizio del XIV secolo i loro diritti ereditari. A Ferrara vennero costretti a cedere la signoria dal 1308 al 1317, a Modena dal 1306 al 1336 e a Reggio dal 1306 al 1415. Questo rese difficile stabilire, in quegli anni, le successioni al potere, che furono ulteriormente complicate da discordie tra gli stessi eredi della casata.

## Signori di Ferrara (1317-1471), signori di Modena (1336-1452) e signori di Reggio (1409-1452)
Aldobrandino II d'Este salì al potere dal 1317 al 1326, in un periodo di rapporti molto difficili con il papato. Figlio di Obizzo II d'Este, alla morte del fratello maggiore Azzo VIII d'Este divenne solo formalmente marchese di Ferrara.
Obizzo III d'Este divenne signore di Ferrara dal 1326 al 1352 ma riuscì a riconciliarsi col papa solo nel 1344, riottenendo così da papa Clemente VI il vicariato sulla città. Da Manfredo I Pio ottenne nel 1336 la città di Modena in cambio di Carpi e San Marino. Quando morirono i fratelli (Rinaldo e Nicolò) rimase unico signore della città. Nel 1344 espanse i suoi domini anche verso Parma ma non riuscì mai a riconquistare la città di Reggio.
Aldobrandino III d'Este fu al potere dal 1352 al 1361. All'inizio tentò di raggiungere un accordo con Francesco d'Este, che viveva a Venezia, ma questi, sostenuto anche dal cugino Rinaldo, si oppose ed ottenne il sostegno dei Da Carrara di Padova, dei Malatesta di Rimini e dei Gonzaga di Mantova. Aldobrandino a sua volta ricevette il sostegno di Cangrande II della Scala e seppe ottenere da Carlo IV di Lussemburgo per sé e per il casato degli Estensi la signoria di Modena e Frignano. Fu per breve tempo in conflitto con i Visconti di Milano e per le contese sul dominio di Bologna si tenne su posizioni neutrali ottenendo in tal modo la riconferma del vicariato di Ferrara.
Niccolò II d'Este, al potere dal 1361 al 1388. Nei primi anni si alleò con Padova, Verona e Mantova contro Bernabò Visconti. Ottenne la protezione di papa Urbano V, abbellì Ferrara con alcuni edifici monumentali come ad esempio, il monastero di San Guglielmo. Un fatto tragico e importante avvenne il 3 maggio 1385, quando una folla inferocita assalì la cancelleria della corte e anche le forze del marchese non poterono opporsi. Il massimo magistrato, ritenuto responsabile delle politiche fiscali necessarie alla vita di corte ma in realtà esecutore delle volontà del signore, Tommaso da Tortona, venne abbandonato dal marchese al suo tragico destino e ucciso dai rivoltosi. Pochi mesi dopo, sedata la rivolta, Niccolò II fece iniziare la costruzione del Castello Estense, affidandone il progetto a Bartolino da Novara. Il castello nacque così prioritariamente come difesa della corte contro i suoi stessi sudditi e divenne in seguito una principesca dimora rinascimentale.
Alberto V d'Este, al potere dal 1388 al 1393. Appena insediato come signore di Ferrara, succedendo al fratello Niccolò II, dovette far fronte alla rivolta di Obizzo, figlio di Aldobrandino, e della madre Beatrice da Camino. Superato il pericolo e dopo aver messo a morte tutti i congiurati si dedicò alla guida del marchesato alleandosi con Gian Galeazzo Visconti e mantenendo buoni rapporti col papa. Si recò anche a Roma, come penitente, ottenendo da Papa Bonifacio IX riconferme riguardo ai diritti della casata, l'annullamento di debiti e la concessione a fondare lo Studio di Ferrara. Anche durante la sua signoria continuarono le guerre, in particolare contro Firenze, Bologna e Padova e intanto Ferrara si arricchì di importanti architetture, come il palazzo Paradiso e la villa di Belfiore.
Niccolò III d'Este, al potere dal 1393 al 1441. Rese Ferrara un grande centro culturale rinascimentale, anticipando l'azione dei suoi successori. Arrivò al potere giovanissimo, a soli 10 anni. Ebbe indubbie qualità diplomatiche e strategiche, ottenendo significativi risultati in molti campi. Seppe mantenere un atteggiamento prudente con le alleanze dovendo difendersi ad esempio da Padova, Venezia e Parma. Fece di Ferrara un nodo di interessi tanto da farvi tenere una sessione del Concilio che doveva trattare i rapporti con la Chiesa ortodossa, combattere le eresie e riformare la Chiesa cattolica. Riuscì ad annettere nuove terre alla signoria, come la Garfagnana, Lugo e territori del Polesine a nord del Po. Ottenne il controllo di feudi come Crema, Novara e Castelnuovo di Tortona. Si alleò con Filippo Maria Visconti che gli diede fiducia tanto da far ritenere che il figlio Borso avrebbe potuto diventare un candidato alla successione a Milano. Fu noto anche per la sua intensa attività extraconiugale (fece nascere il detto "di qua e di là dal Po sono tutti figli di Niccolò") e per la tragica vicenda di Ugo e Parisina.
Leonello d'Este, al potere dal 1441 al 1450. Durante i dieci anni nei quali fu marchese di Ferrara la città visse un periodo di grande vivacità culturale ed artistica. Fu un principe letterato e, forse unico tra tutti Este, credette fortemente nel valore della cultura. Per raggiungere l'obiettivo di rafforzare la situazione sempre precaria dello stato mirò al mantenimento della pace muovendosi con attenzione sul piano diplomatico e rilanciò lo Studio di Ferrara facendovi arrivare personalità che in seguito diedero vita ad un importante circolo letterario (ad esempio Angelo Decembrio, Tito Vespasiano Strozzi e Guarino Veronese).
Secondo lo storico dell'arte Hermann Gundersheimer nel periodo compreso tra l'ascesa al potere di Leonello d'Este (1441) e la fine del ducato di Ercole I d'Este (1505) si concentrarono eventi che si possono ritenere come il momento centrale del dominio estense e dello splendore della città di Ferrara. In quei 64 anni si realizzò la massima espansione territoriale della signoria, vennero create alcune delle più significative opere architettoniche, vennero prodotti grandi lavori letterari e venne perfezionato il modello del "dispotismo rinascimentale".

## Duchi di Ferrara (1471-1598), duchi di Modena (1452-1796), duchi di Reggio (1452-1796) e conti, poi principi, di Carpi (1527-1796)

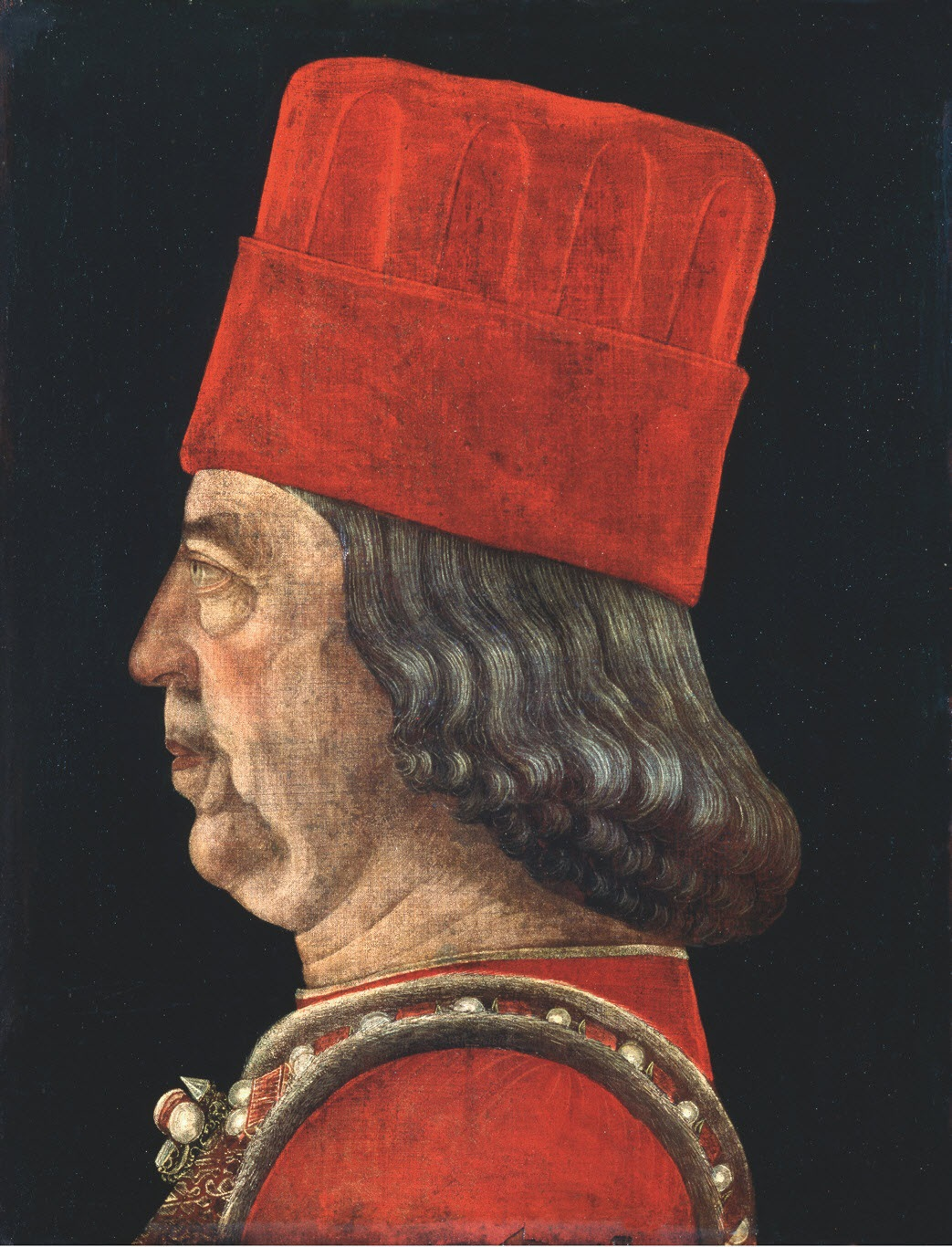
Ritratto di Borso d'Este, ultimo marchese e primo duca di Ferrara.

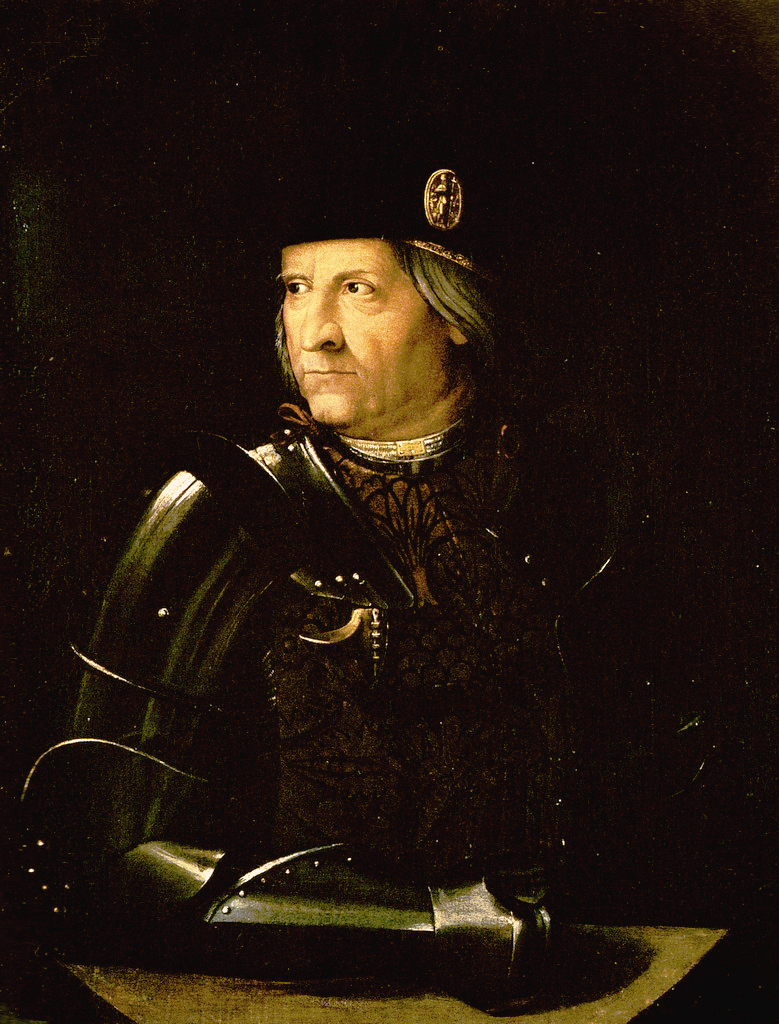
Ritratto di Ercole I d'Este, duca di Ferrara.

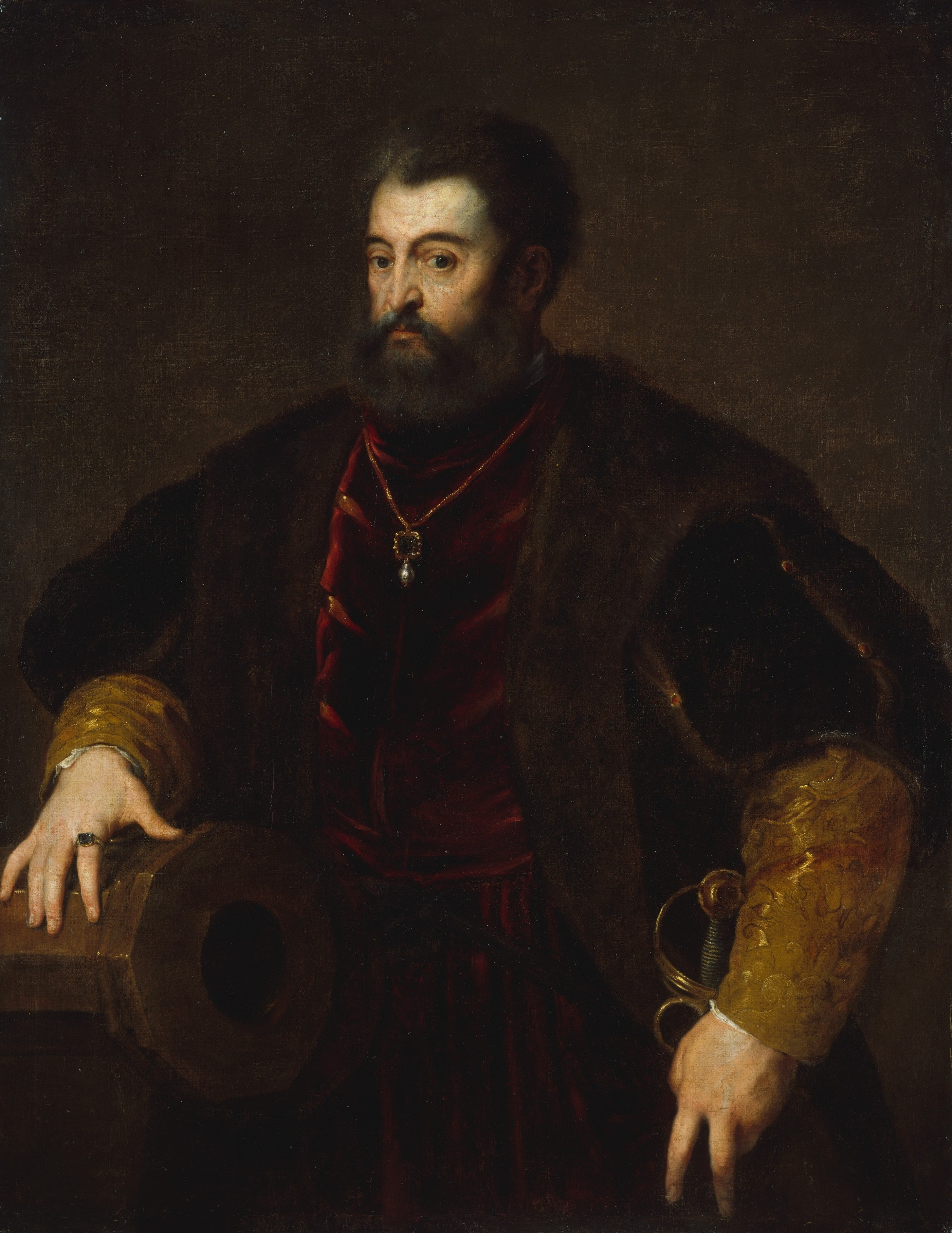
Ritratto di Alfonso I d'Este, duca di Ferrara.

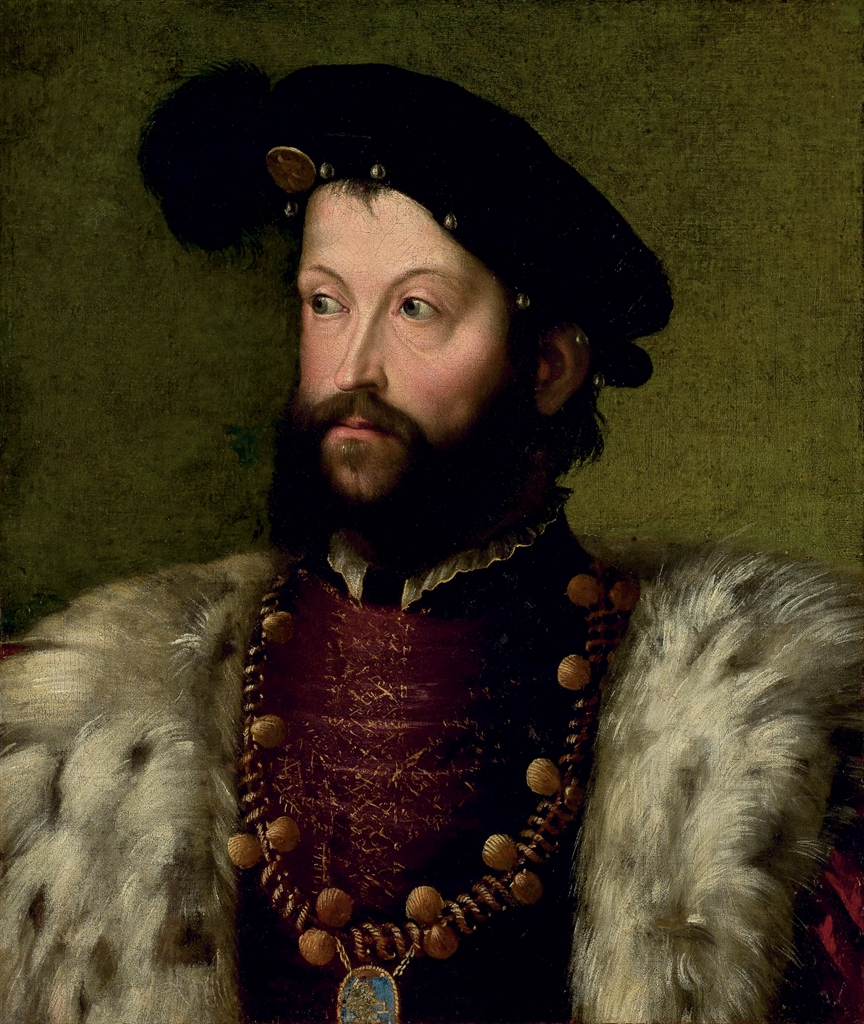
Ritratto di Ercole II d'Este, duca di Ferrara.

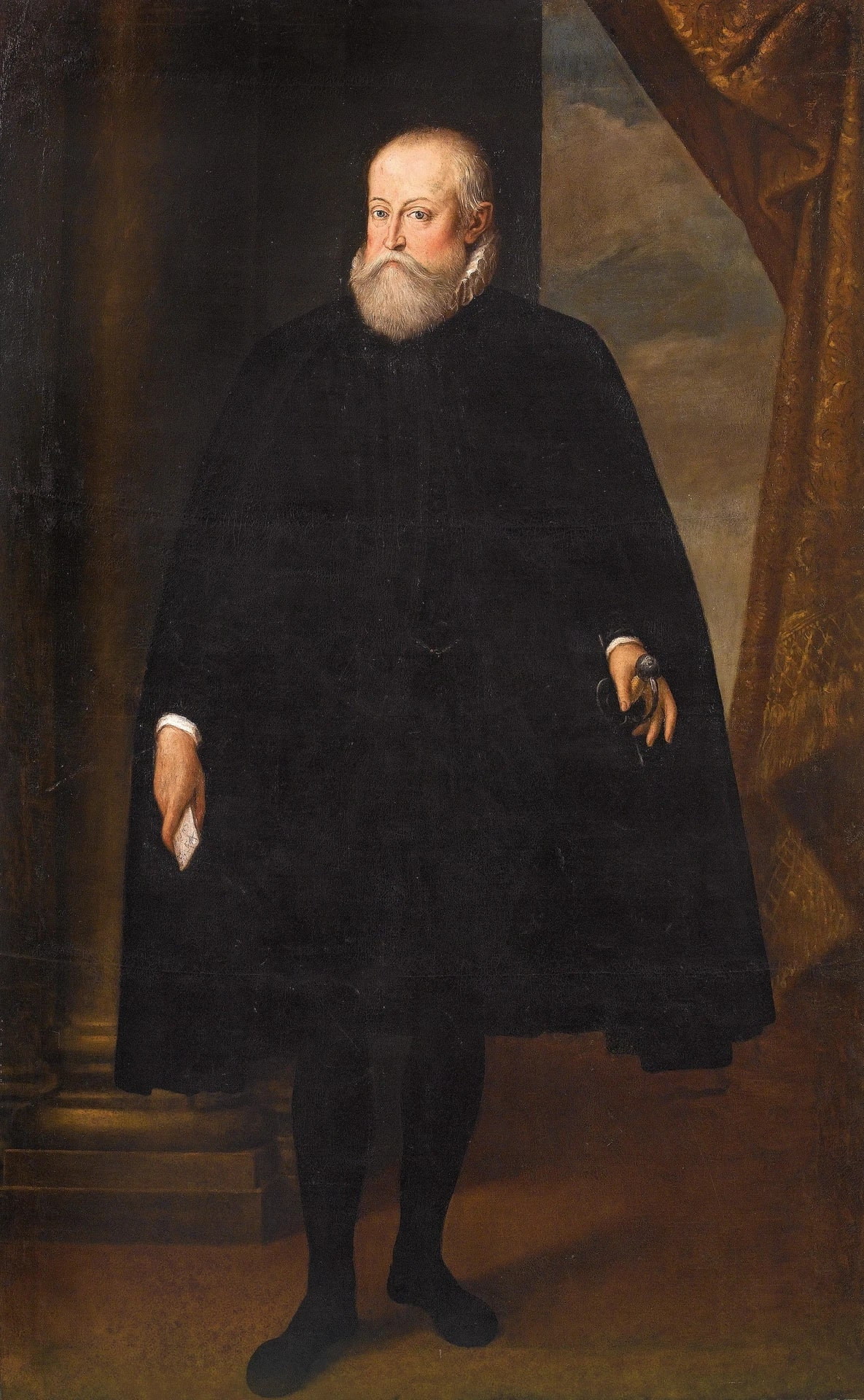
Ritratto di Alfonso II d'Este, ultimo duca di Ferrara.

Duchi di Ferrara, Modena e Reggio furono storicamente solo cinque sovrani con le rispettive consorti. Il primo tra questi, Borso, ottenne l'investitura durante la sua signoria, e successe a Leonello d'Este col titolo di marchese, titolo che conservò a lungo.
Borso d'Este, al potere dal 1450 al 1471, fu il primo a portare il titolo di duca della casata estense. Nel 1452 lo ricevette da Federico III d'Asburgo, divenendo duca di Modena e Reggio e nel 1471 analogo titolo gli venne da Papa Paolo II.
Modena e Reggio facevano parte in quel periodo dei territori soggetti al Sacro Romano Impero, mentre Ferrara si trovava tra quelli soggetti alla Chiesa. Nel ventennio durante il quale fu signore indiscusso tentò senza successo di ampliare i confini territoriali dedicando tuttavia molte energie per ottenere le investiture ducali che, nel caso della nomina papale, arrivò a pochi mesi dalla sua morte. Fu personalità molto attenta alla sua immagine, e sono divenute famose alcune sue grandiose parate tese ad esaltare sia la grandezza del casato sia la sua personale. Un'interpretazione storica più critica vede la sua nomina a duca da parte del papa come una forma di sottolineatura dello stato di feudo di Ferrara nei confronti dello Stato Pontificio, inoltre ne ridimensiona le virtù di buon governo, malgrado la sua celebrazione pittorica, in particolare in palazzo Schifanoia.
Ercole I d'Este, al potere dal 1471 al 1505, sposò Eleonora d'Aragona, figlia di Ferdinando I di Napoli, a dimostrazione del prestigio che godeva a quel tempo la casata estense. Sin dall'inizio della sua signoria venne impegnato dalla Serenissima che intendeva estendere il territorio sotto il suo controllo e durante gli scontri che ne seguirono perse i domini estensi nel Polesine veneto a favore dei veneziani ma rinsaldò il suo controllo nelle terre a sud del Po.
Ebbe difficoltà anche con la discesa in Italia di Carlo VIII di Francia, ma in questo secondo caso seppe destreggiarsi con più fortuna nelle alleanze. Dopo i primi anni di ducato divenne molto abile nel crearsi amicizie e legami, in particolare utilizzando il mezzo del matrimonio tra casate e famiglie al potere. Suo figlio Alfonso sposò Lucrezia Borgia, figlia del papa regnante Alessandro VI, la figlia Isabella sposò Francesco II Gonzaga, signore di Mantova, e un'altra figlia, Beatrice, sposò Ludovico il Moro, reggente e poi duca di Milano e anche signore di Genova.
A Ercole ed all'architetto di corte Biagio Rossetti si deve l'ampliamento della città, conosciuto come Addizione Erculea, che rese Ferrara la prima città moderna europea. Durante il suo ducato la città di Ferrara raggiunse uno splendore mai visto prima, anche se molto di questo venne pagato dalla popolazione che, specialmente nella sua parte più povera, visse anni difficili.
Alfonso I d'Este, al potere dal 1505 al 1534, fu noto anche come duca artigliere. Abile come uomo di guerra e ottimo conoscitore delle armi più moderne del suo tempo non ebbe uguali capacità sul piano amministrativo e diplomatico. Si scontrò con due papi: Papa Pio III (successore di Papa Alessandro VI del quale aveva sposato in seconde nozze la figlia illegittima Lucrezia) e Papa Giulio II ed arrivò quasi a perdere il ducato di Ferrara. 
Aderì alla Lega di Cambrai contro Venezia rimanendo alleato di Luigi XII di Francia anche dopo la pace tra i veneziani e Papa Giulio II. Il papa dichiarò il feudo di Ferrara vacante e lo scomunicò nel 1510 ma poco dopo Giulio II morì e Alfonso non subì conseguenze immediate da questo pesante atto del Vaticano che avrebbe potuto avere esiti drammatici.
Tra il 1526 ed il 1527 partecipò alla spedizione di Carlo V d'Asburgo contro il Papa Clemente VII e riottenne la conferma a duca di Ferrara nel 1530, anno in cui ottenne anche l'investitura imperiale della contea di Carpi, già occupata militarmente da tre anni ed elevata poi, nel 1535, a principato.
Nel periodo durante il quale fu al potere la dinastia estense attraversò una fase delicata legata alla ribellione dei fratelli di Alfonso, Ferrante e Giulio. I due tentarono di arrivare al governo della città di Ferrara ma furono sconfitti, grazie anche al sostegno che ricevette dall'altro fratello, Ippolito d'Este. I due rivoltosi furono imprigionati nelle segrete del Castello Estense. Ferrante morì ancora prigioniero, dopo 34 anni di carcere, nel 1540, mentre Giulio venne invece liberato solo nel 1559 da Alfonso II d'Este, quasi dimenticato da tutti.
Ercole II d'Este, al potere dal 1534 al 1559, sposò Renata di Francia, figlia del re di Francia Luigi XII e della duchessa Anna di Bretagna. Rese Ferrara un centro culturale importante, anche per la diffusione della Riforma in Italia, creando per questo attriti con la Chiesa. Con il papa e la Francia nel 1556 combatté la Spagna, ottenendo una pace separata nel 1558. Suo fratello, il cardinale Ippolito II d'Este fece costruire la celebre Villa d'Este a Tivoli.
Alfonso II d'Este, al potere dal 1559 al 1597, visse da giovane per lunghi periodi presso la corte francese di Enrico II di Francia, dove si trovava anche quando morì il padre Ercole II d'Este. Tornò subito a Ferrara e tra le sue prime decisioni graziò Giulio d'Este, prigioniero nel castello ormai da 53 anni, e fece allontanare dalla città la madre, Renata di Francia, che non era gradita alla Chiesa. Si alleò con l'Austria e sostenne Massimiliano II d'Asburgo contro i turchi. Mantenne Ferrara tra le grandi capitali culturali del tempo ma durante la sua signoria dovette anche affrontare un terremoto ed un grave periodo di carestie. 
Ebbe tre mogli: Lucrezia di Cosimo I de' Medici, Barbara d'Austria e Margherita Gonzaga ma morì senza eredi legittimi.
Nei diversi secoli che videro gli Este al governo di Ferrara, secondo Marco Folin, questi mostrarono un loro stile diverso rispetto alle altre casate del periodo storico. Nel momento della massima espansione territoriale del ducato controllarono un'area molto ampia a sud del Po ed ebbero un quarto di milione di sudditi. Malgrado le differenze locali tra i vari centri si adattarono e contemporaneamente si sovrapposero alle istituzioni territoriali già presenti. 

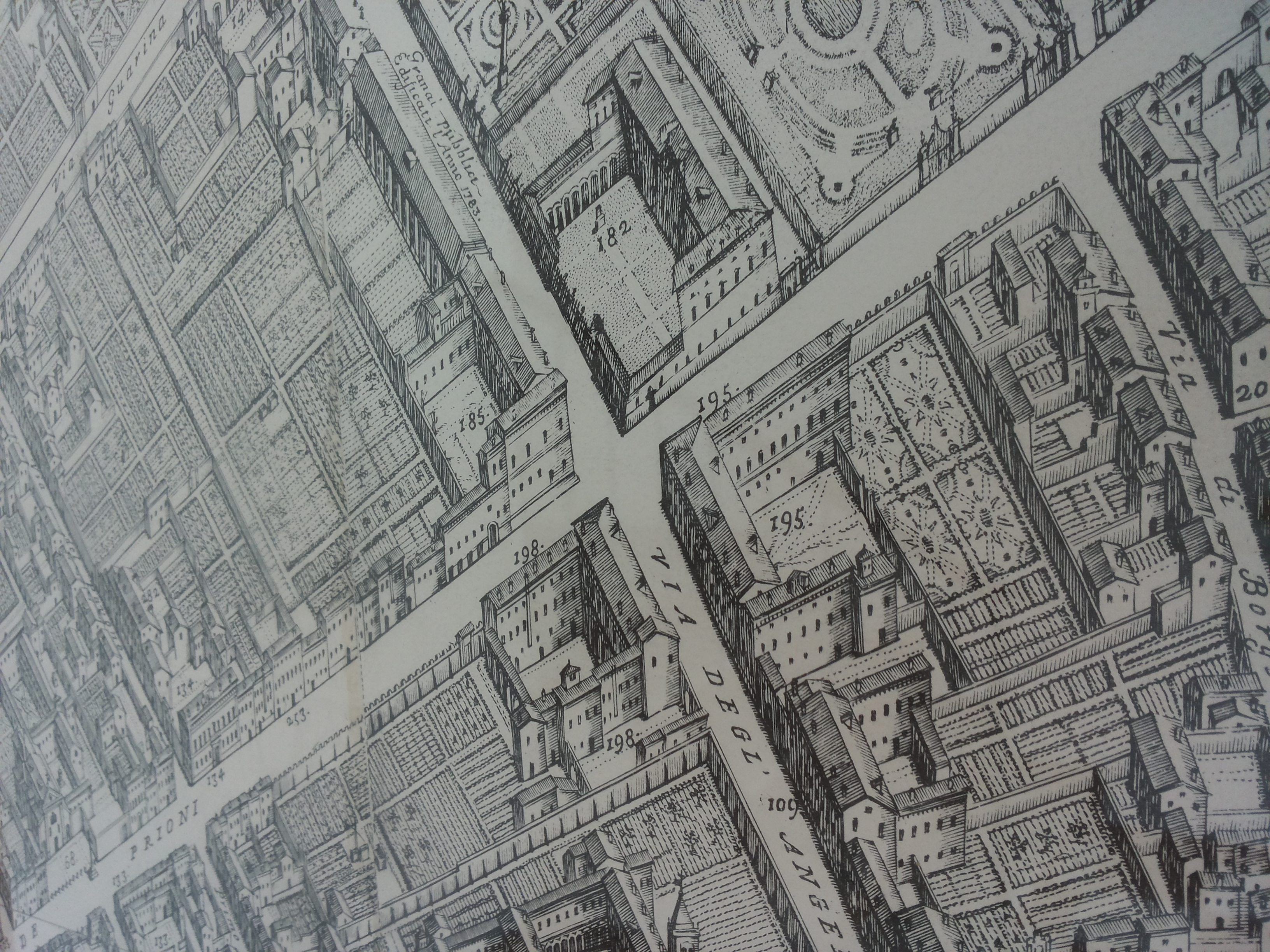
il Quadrivio degli Angeli, il punto più significativo sul piano urbanistico dell'Addizione Erculea, in un'incisione di Andrea Bolzoni del 1747.

Nel confronti di Ferrara, in particolare, ebbero molte attenzioni, ampliandola con numerose addizioni (la più importante fu l'Addizione Erculea) sino a darle l'aspetto di una città moderna e la dignità di una capitale. Anche se pochi tra i signori estensi furono veramente consapevoli delle implicazioni culturali del loro governo tutti colsero le ricadute a livello politico che derivavano della protezione delle arti e delle lettere nei confronti delle altre dinastie.
Manifestarono grande tolleranza nei confronti degli ebrei accogliendoli sin dai primi tempi della loro presenza in città, e Ferrara divenne un punto di riferimento per gli esuli da Spagna e Portogallo, forse una delle poche alternative a Praga. E dagli ebrei ne ricevettero enormi vantaggi, ottenendo miglioramenti nei commerci ducali e, non di rado, sostegno economico per le loro imprese.

Diverso fu l'atteggiamento con i protestanti. Nel periodo della permanenza in città di Renata di Francia Ferrara divenne un centro di proselitismo per i calvinisti e questo non poté che creare grosse difficoltà con il Vaticano, tali da diventare una delle premesse per la perdita del feudo.

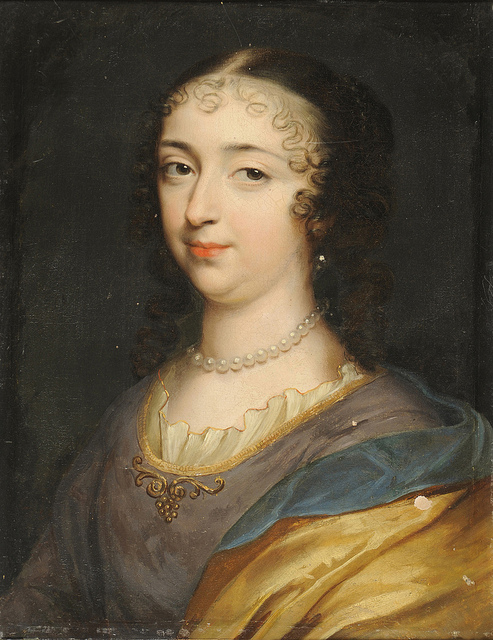
Laura Martinozzi, duchessa reggente del ducato dal 1662 al 1674.

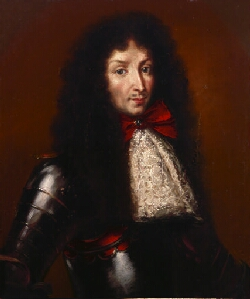
Rinaldo d'Este.

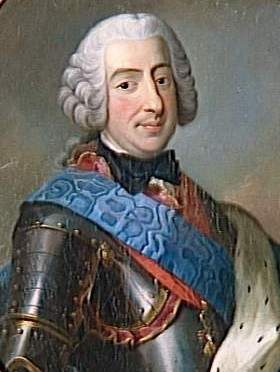
Francesco III d'Este.

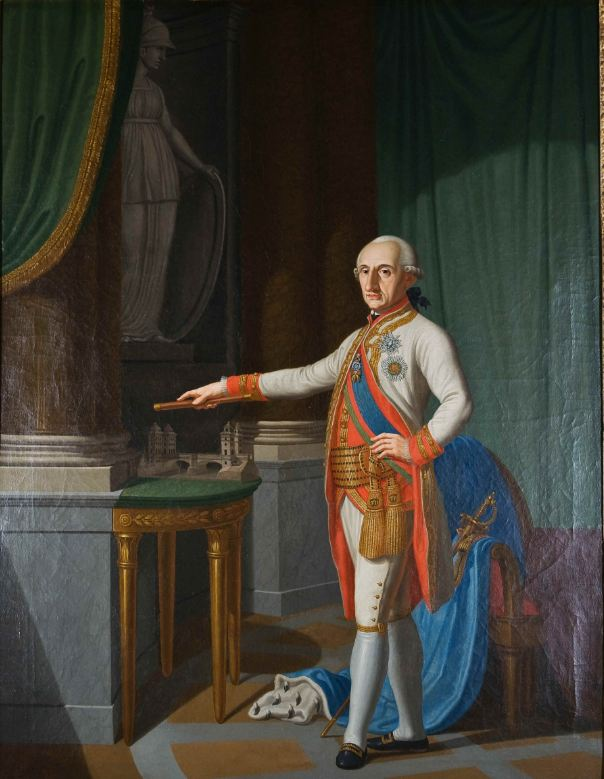
Ritratto di Ercole III d'Este, ultimo duca di Modena e Reggio.

Con Alfonso II d'Este ebbe termine la discendenza diretta della famiglia e Ferrara cessò di essere la capitale del ducato. L'imperatore Rodolfo II d'Asburgo riconobbe il cugino ed erede designato di Alfonso, Cesare d'Este come duca di Modena e di Reggio, ma il Papa Clemente VIII si rifiutò di fare altrettanto per Ferrara: Cesare era figlio del marchese di Montecchio, Alfonso d'Este, a sua volta figlio naturale, poi legittimato, del duca Alfonso I, ma Clemente VIII non riconobbe la validità di tale legittimazione e, considerando conseguentemente vacante il ducato di Ferrara, ne dispose la confisca alla Camera Apostolica (la cosiddetta devoluzione di Ferrara), con il che la città tornò alle dirette dipendenze dello Stato Pontificio.
Cesare d'Este, al potere dal 1598 al 1628, fu il primo sovrano del ducato di Modena e Reggio dopo la devoluzione di Ferrara. Nella vecchia capitale aveva trascorso la sua giovinezza e, dopo il matrimonio con Virginia de' Medici nel 1586, aveva scelto come sua residenza il palazzo dei Diamanti, dove rimase sino al trasferimento della corte nella nuova capitale, Modena. Con il trasferimento vennero spostati da Ferrara a Modena gli archivi di corte, molti effetti appartenenti alla casata come opere d'arte, biblioteca, artiglierie ed altro, spogliando in parte l'antica capitale di beni preziosi. Durante i suoi primi anni al potere venne affiancato da un potente consigliere ducale, il primo ministro Giovanni Battista Laderchi.
Alfonso III d'Este rimase al potere dal 1628 al 1629, per soli sette mesi. Fu una personalità per certi aspetti contraddittoria; fiero difensore dell'onore degli Este sino a diventare assassino per questo ma anche estremamente religioso, legatissimo alla moglie Isabella di Savoia e capace di abdicare in favore del primogenito Francesco facendosi frate cappuccino a Merano. Fondò, col nome di Giambattista da Modena, un monastero a Gorizia, andò a Vienna e ad Innsbruck e poi, alcuni anni dopo, tornò di nuovo a Modena per predicare contro gli ebrei e in difesa di una più rigida morale a corte.

### Principi di Correggio (1635-1796), duchi della Mirandola e marchesi di Concordia (1710-1796), conti di Novellara e Bagnolo (1737-1796) e principi di San Martino d'Este (1752-1796)
Francesco I d'Este rimase al potere dal 1629 al 1658. Divenuto signore del ducato giovanissimo si dimostrò uno dei sovrani più autoritari tra gli Este. Impose forti tasse al popolo per rafforzare le opere di difesa sul territorio in considerazione del periodo di guerre che stava attraversando l'intera Europa e, da subito, si trovo a dover affrontare anche una tremenda epidemia di peste che colpì in modo pesantissimo pure Modena, portando alla morte quasi metà della sua popolazione. Francesco fuggì dalla città e trasferì la sua corte a Rivalta riuscendo a salvare tutta la sua famiglia. Superati i primi tragici anni cercò di stringere alleanze con Francia e Spagna, e, in un suo viaggio a Madrid, venne ritratto in un celebre dipinto da Diego Velázquez. Francesco fu molto vanitoso, posò per altri ritratti o sculture, come ad esempio per un suo busto scolpito da Gian Lorenzo Bernini nel 1651, e si circondò di una corte accondiscendente ed adulante. Seppe tuttavia anche ascoltare il popolo, e protesse artisti e letterati come Alessandro Tassoni.
Alfonso IV d'Este rimase al potere dal 1658 al 1662, per soli quattro anni. Ottenne il dominio di Correggio con accordi che coinvolsero sia la Francia che la Spagna. Raggiunse tale risultato anche grazie ai consigli di strategia politica che ricevette dal cardinale Giulio Mazzarino, del quale aveva sposato una nipote, la contessa Laura Martinozzi. Tentò di riportare tra i territori estensi anche Ferrara e Comacchio, ma in questo non ottenne alcun risultato.
Laura Martinozzi, al potere come reggente dal 1662 al 1674, fu l'esponente femminile della casata estense più rilevante nel periodo di Modena e Reggio. Pur non essendo previsto dalla linea di successione, fu di fatto duchessa dalla morte del consorte, Alfonso IV, sino a quando il potere le venne sottratto dal figlio Francesco II, arrivato ai quattordici anni, su istigazione di Cesare Ignazio d'Este, che a tal fine ordì una congiura in un momento di assenza da Modena della reggente. Fu duchessa controversa, governò lo stato in un momento difficile ma ne risanò le finanze, fu spietata con alcuni della casata, dura con la comunità ebraica di Reggio che rinchiuse in un ghetto ma capace di grandi atti di carità. A lei si devono i lavori per ultimare il palazzo Ducale di Modena, della Delizia di Sassuolo e la fondazione del monastero della Visitazione accanto al palazzo ducale.
Francesco II d'Este ebbe il potere effettivo dal 1674 al 1694. Divenuto duca all'età di 2 anni, la madre Laura Martinozzi assicurò la reggenza del ducato sino al 1674 quando, su istigazione del cugino Cesare Ignazio, venne spodestata.
All'inizio delegò molti incarichi di governo a Ignazio. Nel 1692 sposò Margherita Maria Farnese, principessa di Parma, dalla quale non ebbe figli e morì all'età di 34 anni.
Rinaldo d'Este fu al potere dal 1694 al 1737. Divenne duca di Modena e Reggio dopo essere stato cardinale ed aver lasciato la via ecclesiastica per mantenere la linea ereditaria del ducato alla casata. Sposò Carlotta Felicita di Brunswick-Lüneburg e questo, dopo 600 anni di separazione tra le famiglie Este e Welfen, riunì i casati. Iniziò a tentare di risollevare le condizioni economiche del suo territorio ma la morte di Carlo II di Spagna scatenò la Guerra di successione spagnola che fece sentire le sue conseguenze anche a Modena e Reggio; le truppe francesi invasero Modena da Reggio e Rinaldo riparò a Bologna. Nel 1706 le truppe tedesche, alle quali Rinaldo si era alleato, riconquistarono il ducato e così gli Este riottennero il controllo che avevano perduto ma trovarono un ducato in condizioni economiche ancora peggiorate. Si ebbero poi nuove invasioni territoriali in seguito alla guerra di successione polacca ma, alla fine delle guerre, ottenne la Contea di Novellara. Quando morì la reggenza andò brevemente alle figlie Benedetta e Amalia poiché l'erede designato Francesco III d'Este si trovava in Ungheria al servizio dell'imperatore Carlo VI d'Asburgo per combattere contro l'Impero ottomano.
Francesco III d'Este fu al potere dal 1737 al 1780. Alla morte del padre si trovava in Ungheria e rientrò a Modena alla fine del 1737 mentre la moglie Carlotta Aglaia di Borbone-Orléans, che era a Parigi, lo raggiunse a Modena solo alla fine del giugno 1739. Perse per un breve periodo il controllo del ducato, divenne ufficiale nell'esercito spagnolo e riottenne il ducato con la pace di Aquisgrana. Per risanare i bilanci dello stato sempre in cattive condizioni vendette molti tra i quadri della Galleria Estense ad Augusto III di Polonia che li trasferì a Dresda. Questa, che fu definita la vendita di Dresda, fu una delle più gravi alienazioni del patrimonio pittorico italiano.

### Fondazione di casa d'Austria-Este
Nel 1741 Francesco III e Ricciarda Gonzaga, duchessa reggente di Massa e Carrara, combinarono il matrimonio dei loro rispettivi eredi, Ercole d'Este e Maria Teresa Cybo-Malaspina, ciò che poneva le basi per il conseguimento da parte degli Este della secolare aspirazione allo sbocco sul Mar Tirreno. Il matrimonio però fu infelicissimo: la coppia ebbe soltanto due figli, la primogenita Maria Beatrice e un maschio Francesco, morto in fasce, dopodiché apparve immediatamente chiaro a tutti che non avrebbe procreato ulteriormente, stanti i rapporti burrascosi tra i due coniugi, che si erano separati in via definitiva.
Consapevole di ciò, Francesco III operò per impedire che il ducato di Modena subisse la stessa sorte toccata, quasi due secoli prima, a quello di Ferrara, venendo dichiarato feudo imperiale vacante e venendo quindi sic et simpliciter incamerato dall'Impero, così come Ferrara lo era stata dal Papato. Per assicurare la continuità degli Stati Estensi come entità autonoma e per garantire il futuro della nipotina e la sopravvivenza del nome di famiglia, nel 1753 Francesco III stipulò due accordi contestuali con la casa d'Austria (che deteneva la corona imperiale): con il primo, pubblico, la piccola Maria Beatrice, allora di soli tre anni, veniva promessa in sposa al terzogenito maschio della coppia imperiale, l'arciduca Pietro Leopoldo; con il secondo, segreto, Francesco III designava lo stesso Pietro Leopoldo come futuro successore degli Este al momento dell'eventuale estinzione della linea maschile dalla casata, mentre l'arciduca veniva impegnato ad assumere il cognome estense, a mantenere i suoi stati separati da quelli austriaci e a fissarvi la sua dimora, nonché, nel caso venisse chiamato a regnare a Vienna, a rinunciare ai domini estensi a favore di suo figlio o di altro membro non regnante della famiglia imperiale. Nel frattempo Francesco III (sostituito, in caso di morte dal figlio Ercole) assumeva ad interim il governatorato di Milano, destinato, nell'organigramma degli Asburgo-Lorena, al terzogenito, incarico che avrebbe mantenuto fino alle nozze. Se il Granducato di Toscana si era assicurato la sopravvivenza dopo l'estinzione dei Medici diventando una «secondogenitura», con gli accordi del 1753 Modena divenne in sostanza una sorte di inedita «terzogenitura».
Nel 1761 la morte improvvisa dell'arciduca Carlo Giuseppe, secondogenito maschio degli Asburgo-Lorena, sembrò scompaginare le carte: Pietro Leopoldo, per così dire, saliva di un gradino nella scala della successione, diventando erede del Granducato di Toscana e ricevendo anche in dote la prospettiva delle nozze con l'infanta di Spagna, Maria Luisa di Borbone, ma con ciò diventavano del tutto anacronistiche le previsioni dell'accordo del 1753. Francesco III e la corte austriaca non ebbero però tentennamenti e, nonostante la veemente opposizione di Ercole, padre della fidanzata, firmarono nel 1763 un nuovo accordo che lasciava intatte le clausole di dieci anni prima, semplicemente sostituendo il nome di Pietro Leopoldo con quello del fratello minore Ferdinando, che all'epoca del primo accordo non era neppure ancora nato e che era quindi assai più giovane della sua promessa. Il 18 gennaio 1771 la Dieta Perpetua di Ratisbona sancì, con proprio atto, il riconoscimento di Ferdinando come successore al trono di tutti i feudi degli Este, e il 30 gennaio l'imperatore Giuseppe II promulgò il diploma di investitura; dopodiché, il 15 ottobre, l'arciduca e la duchessina, finalmente cresciuti quel tanto che serviva, convolarono felicemente a nozze, dando origine alla nuova casata degli Austria-Este, benedetta ben presto da numerosa figliolanza. Francesco III restituì allora al genero il governatorato di Milano.
Il padre di Maria Beatrice, Ercole III d'Este, al potere dal 1780 al 1796, fu l'ultimo duca Modena e Reggio. Venne deposto dai francesi e morì nel 1803. Stante la soppressione del ducato, Ferdinando non fu in grado di succedergli materialmente, e morì ben presto anch'egli, nel 1806. Maria Beatrice fu a sua volta deposta, sempre nel 1796, dalla carica di duchessa di Massa e principessa di Carrara, per la quale non si applicava la legge salica e in cui era quindi succeduta alla madre nel 1790.

## Duchi di Modena, Reggio, Mirandola (1814-1859), duchi di Massa e principi di Carrara (1814-1859) e duchi di Guastalla (1848-1859)
Dopo la restaurazione gli Stati Estensi vennero ricostituiti ed il figlio di Maria Beatrice, Francesco IV, fu insediato come duca di Modena, Reggio e Mirandola, in quanto erede di suo padre, l'arciduca Ferdinando d'Austria. La stessa Maria Beatrice fu invece restaurata suo jure sul trono ducale di Massa e Carrara e le furono altresì attribuiti anche i feudi imperiali della Lunigiana, non ripristinati dal Congresso di Vienna e da lei subito passati al figlio. Alla sua morte, nel 1829, questi ereditò anche i titoli toscani della madre, concretizzando quindi, finalmente, anche sul piano giuridico, il raggiungimento dello sbocco al mar Tirreno da parte del ducato di Modena. A Francesco IV succedette il figlio Francesco V, che fu deposto nel 1859, e gli Stati Estensi furono annessi nel 1860 al Regno di Sardegna.

## Ramo dei Welfen

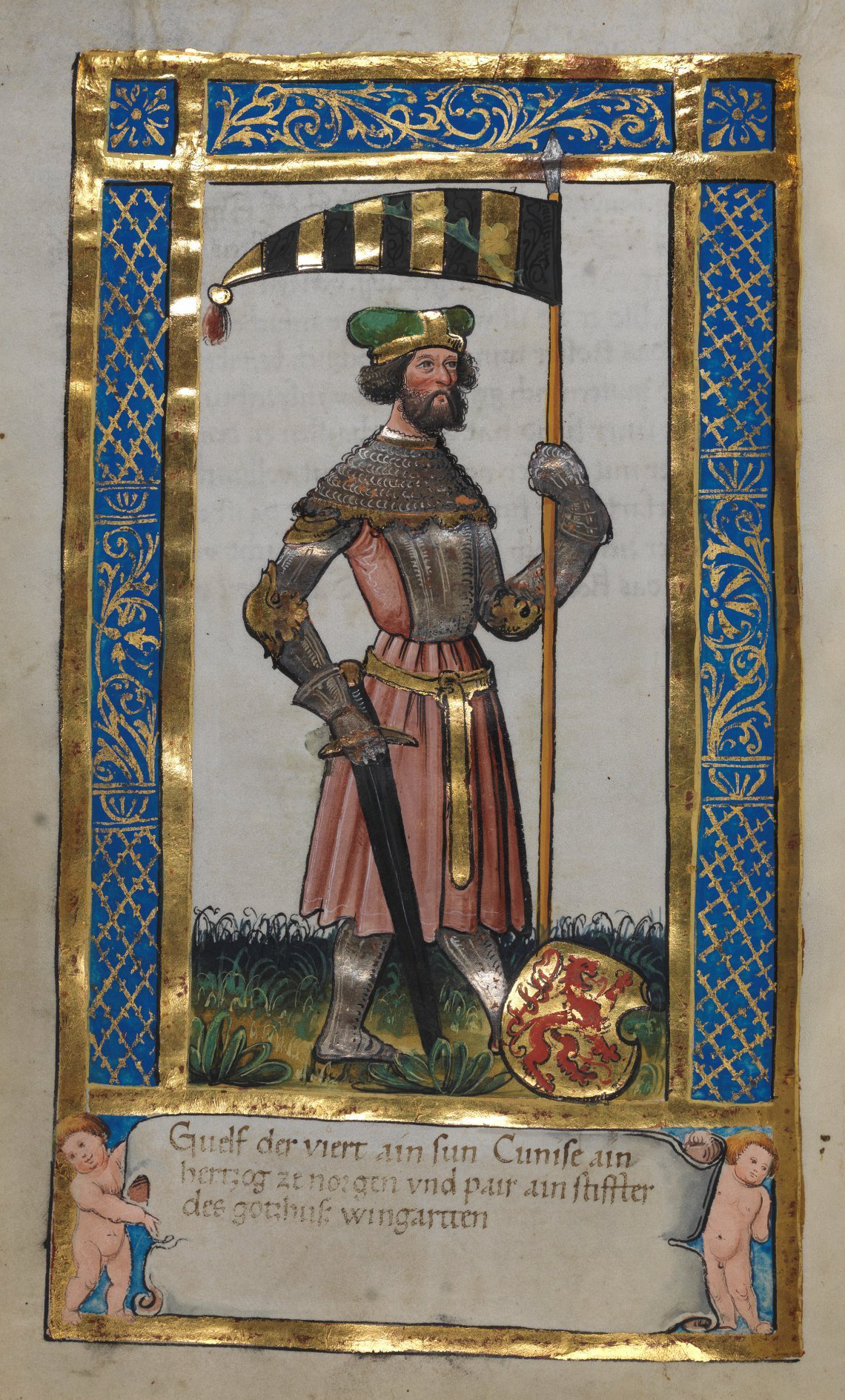
Il duca Guelfo II di Baviera.

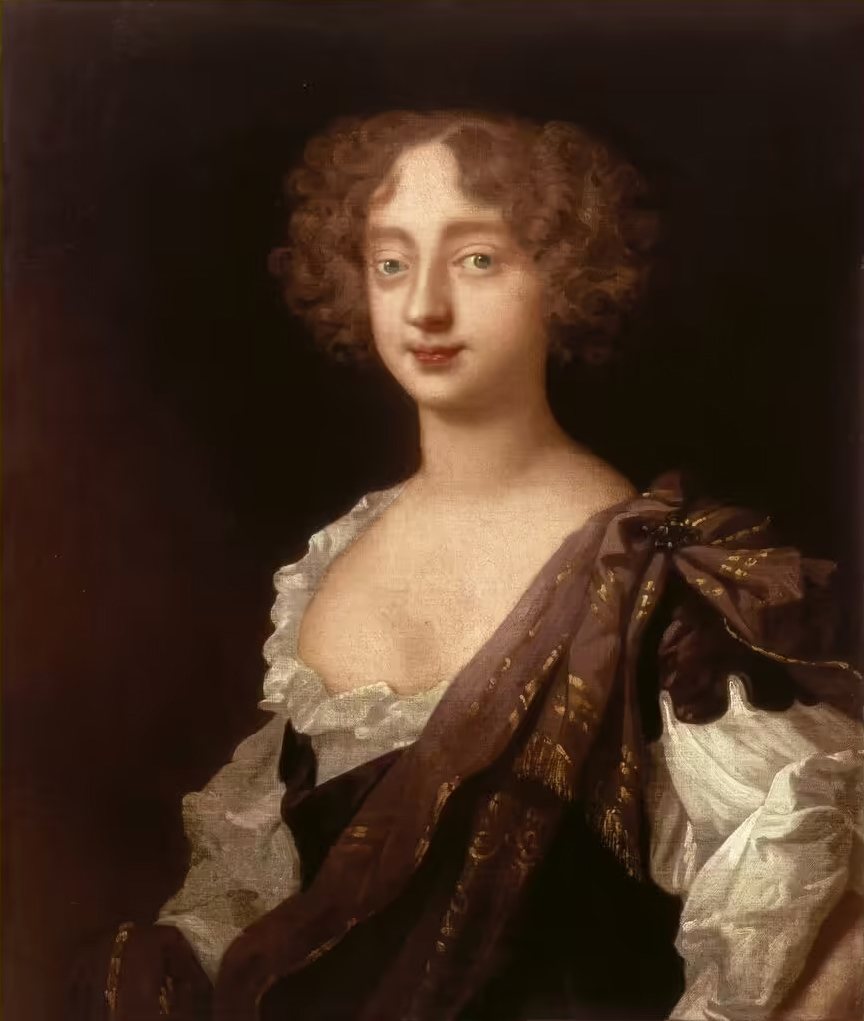
Carlotta Felicita di Brunswick-Lüneburg

La casata Welfen ebbe solo le origini in comune con gli Este, rappresentate da Alberto Azzo II d'Este (1009 - 1097), figlio di Alberto Azzo I, che è considerato il progenitore dei Guelfi Duchi di Baviera, dei conti e poi Duchi di Brunswick-Lüneburg, dei Duchi di Sassonia-Lauenburg e degli elettori Hannover, da cui derivarono i Re di Gran Bretagna e di Irlanda. Carlotta Felicita di Brunswick-Lüneburg (1671 - 1710), sposò Rinaldo d'Este, riunendo dopo 600 anni i due rami della originaria casa. Tra i Welfen si possono ricordare alcuni importanti membri:
- Guelfo I di Baviera (? - 1101), duca di Baviera;
- Enrico IX di Baviera (1074 - 1126), duca di Baviera;
- Enrico X di Baviera (~1108 - 1139), duca di Baviera e duca di Sassonia;
- Enrico il Leone (1129 - 1195), duca di Baviera e duca di Sassonia;
- Guglielmo di Winchester (1184 - 1213), signore di Luneburgo;
- Ottone I di Brunswick-Lüneburg (1204 - 1252), primo duca di Brunswick-Lüneburg;
- Alberto I di Brunswick-Lüneburg (1236 - 1279), duca di Brunswick-Lüneburg;
- Magnus I di Brunswick-Wolfenbüttel (1304 - 1369), duca di Brunswick-Lüneburg;
- Magnus II di Brunswick-Wolfenbüttel (1328 - 1373), duca di Brunswick-Lüneburg;
- Bernardo I di Brunswick-Lüneburg (1362 - 1434), duca di Brunswick-Lüneburg;
- Ernesto I di Brunswick-Lüneburg (1497 - 1546), duca di Brunswick-Lüneburg;
- Guglielmo il Giovane di Brunswick-Lüneburg (1535 - 1592), duca di Brunswick-Lüneburg;
- Giorgio di Brunswick-Lüneburg (1582 - 1641), duca di Brunswick-Lüneburg;
- Giovanni Federico di Brunswick-Lüneburg (1625 - 1679), duca di Brunswick e principe di Calenberg;
- Ernesto Augusto di Brunswick-Lüneburg (1629 - 1698), duca di Brunswick e principe di Calenberg, elettore designato di Hannover. Sposò Sofia del Palatinato, figlia di Elisabetta Stuart;
- Giorgio I di Gran Bretagna (1660 - 1727), elettore di Hannover e poi anche Re di Gran Bretagna e d'Irlanda.
- Ernesto Augusto I di Hannover (1771 - 1851), re di Hannover dal 1837, dopo la rottura dell'unione personale con il regno di Gran Bretagna e Irlanda,

## Rami cadetti di Casa d'Este

### Linea dei Marchesi d'Este (1308-1463)
Ramo cadetto originatosi con Francesco d'Este ai tempi della contesa con Fresco d'Este ed estintosi con il condottiero Bertoldo II d'Este, morto senza eredi nel 1463 nell'assedio di Corinto.
- Francesco d'Este (? - 1312)
- Azzo IX d'Este (? - 1318)
- Bertoldo I d'Este (? - 1343)
- Francesco d'Este (1325 - 1384)
- Azzo X d'Este (1344 - 1415)
- Taddeo d'Este (1390 - 1448)
- Bertoldo II d'Este (1434 - 1463)

### Este di San Martino (1490-1752)
Il territorio di San Martino in Rio anche conosciuta come San Martino d'Este, appartenne a Casa d'Este sin dal 1430, prima sotto il dominio di Niccolò III d'Este che nel 1440 approvò gli Statuta, poi con i suoi successori Leonello, Borso e infine con Ercole I, che lo cedette al fratello Sigismondo nel 1490. Sigismondo I d'Este ottenne che la Signoria diventasse indipendente subentrando all'antico feudo di San Martino in Rio con Campogalliano, Castellarano, San Cassiano e Roteglia. Alla fine del XVI secolo, come feudo imperiale, fu elevato a marchesato, e infine, nel 1747, a principato. Con la morte di Carlo Filiberto II d'Este nel 1752, la linea sigismondina si estinse e il feudo, seppur temporaneamente concesso, fino al 1767, alla vedova e poi alla figlia di Carlo Filiberto, fu riassorbito dalla Camera Ducale.
- Sigismondo I d'Este (1433 – 1507)
- Ercole d'Este (1470 c. - 1523)
- Sigismondo II d'Este (? - 1561)
- Filippo I d'Este (1537 - 1592)
- Carlo Filiberto I d'Este (1571 - 1652)
- Filippo II Francesco d'Este (1621 - 1653)
- Carlo Emanuele d'Este (1622 – 1695)
- Sigismondo III d'Este (1647 - 1732)
- Carlo Filiberto II d'Este (1678 - 1752)

### Este di Montecchio (1534-1597)
La breve linea degli Este di Montecchio, trasse origine da Alfonso d'Este, figlio naturale del duca Alfonso I d'Este, al quale il padre aveva assegnato importanti possedimenti. L'imperatore Ferdinando I d'Asburgo nel 1569 aveva elevato il Titolo a Marchesato di Montecchio.
- Alfonso d'Este (1527 - 1587)
- Cesare d'Este (1562 - 1628)

### Este di Scandiano (1643-1725)
- Luigi I d'Este (1594 - 1664)
- Luigi II d'Este (1648 - 1698)
- Foresto d'Este (1652 - 1725)

### Ramo di Tortorici

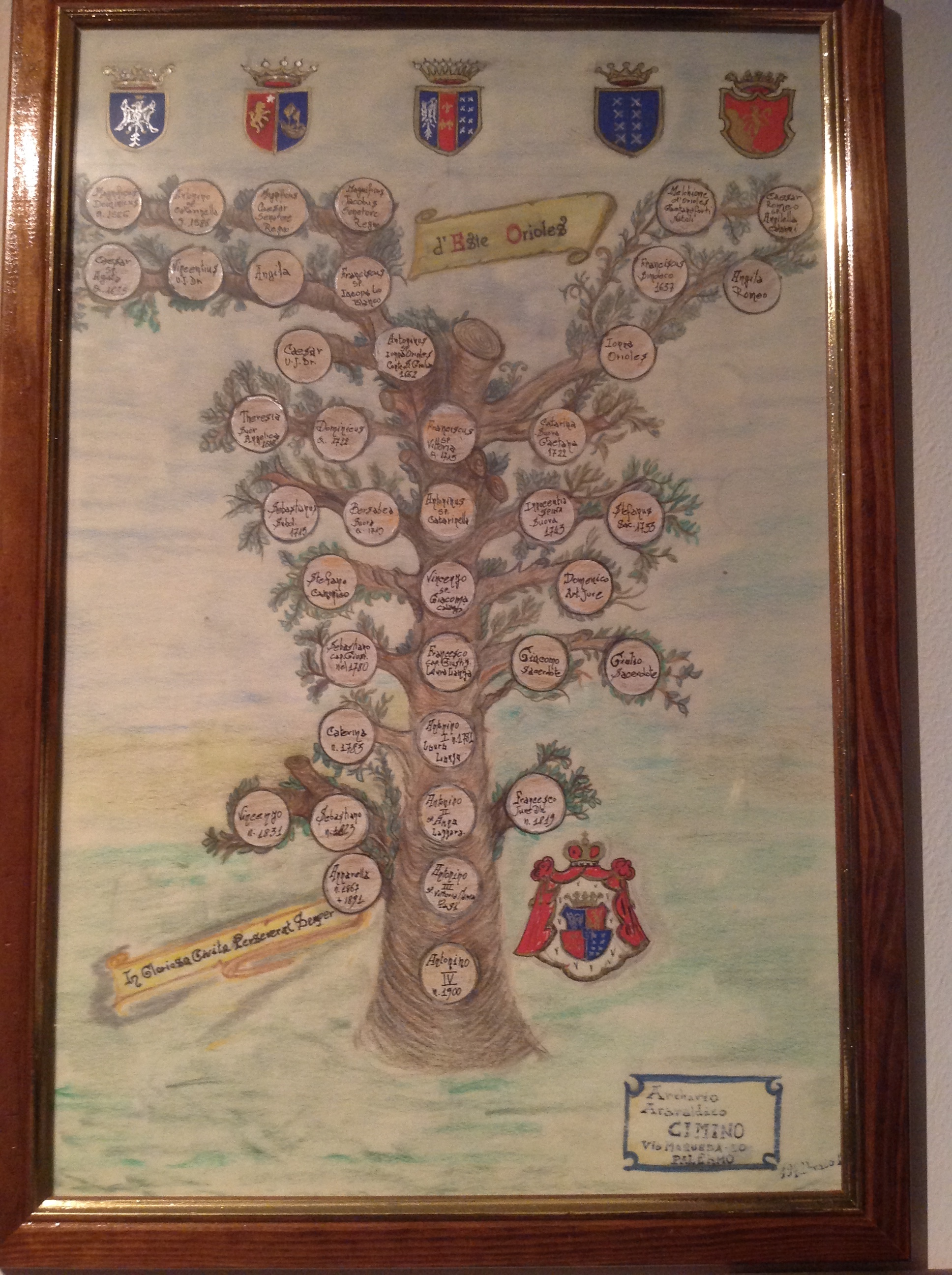
Albero genealogico d'Este Orioles

Un ramo degli Este si è trapiantato a Tortorici in Sicilia nella metà del XVI secolo, forse a causa di dissidi con il ramo ducale. La città di Tortorici, si riscattò dal dominio feudale nell'anno 1628, divenendo la 41ª città demaniale del Regno di Sicilia. 
I membri del ramo di Tortorici, per oltre tre secoli ricoprirono importanti cariche pubbliche ed appartengono alla casata ducale d'Este Orioles.
Il ramo che dette origine al cognome d'Este Orioles risale a Beringario III barone di Sampiero padre di Melchiorre da cui Francesco, sindaco generale di Tortorici nel 1637. Dal matrimonio di Francesco e Angila Romeo, nacque Ioanna Orioles che sposò nel 1662 Antonino d'Este. 
Con lettera patente nel 1663 dal viceré di Sicilia Antonino divenne conte del ramo d'Este Orioles e signore di San Giuliano. Il duca di Modena Ercole III d'Este nel 1798 concesse ai Tortorici il titolo ducale e i discendenti nelle città di Tortorici e Civitavecchia sono pretendenti al ducato di Modena e Reggio ancora nel XXI secolo.

## Eredità dinastica di Casa d'Austria-Este dopo la morte del duca Francesco V

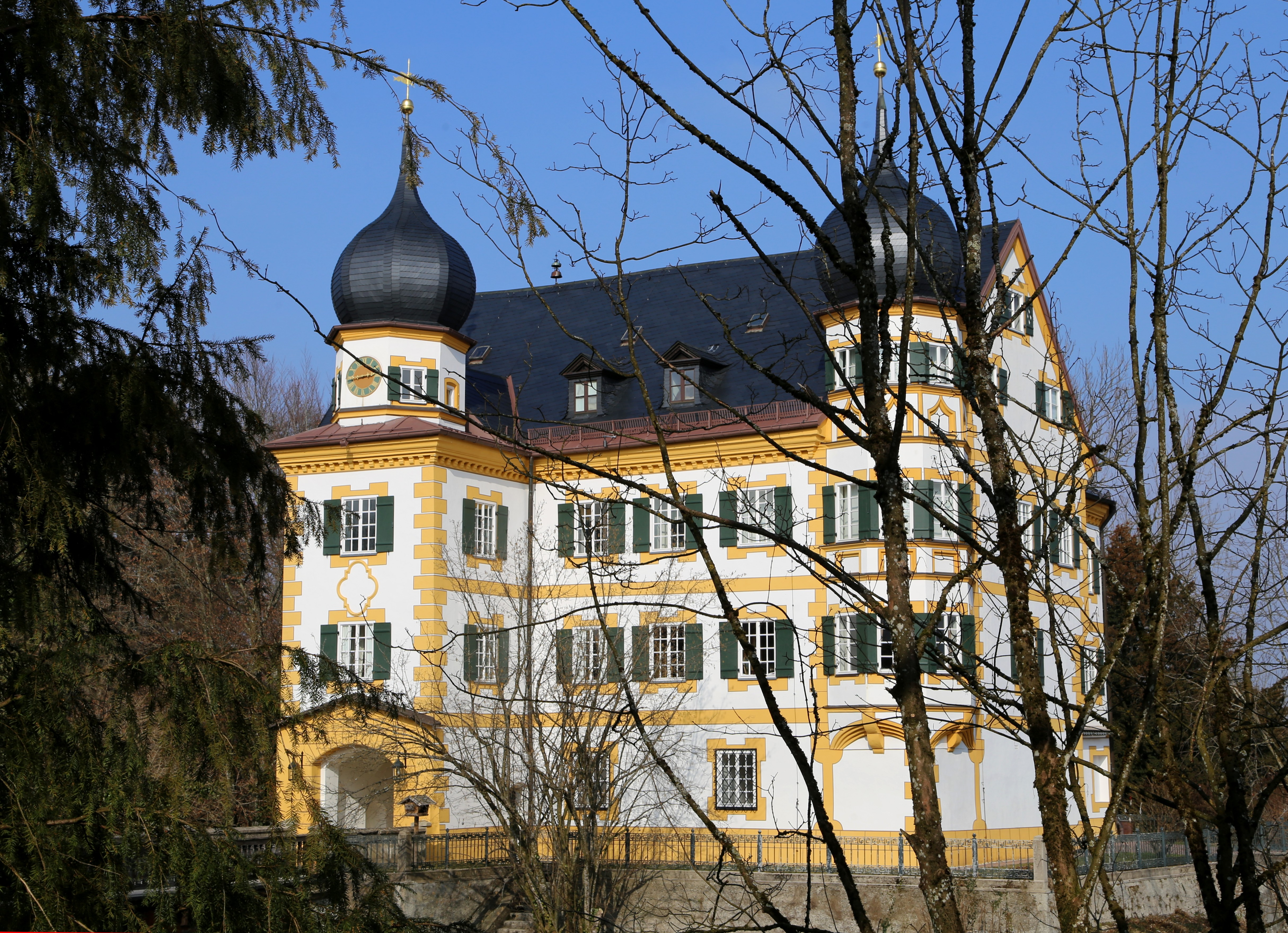
Castello di Wildenwart, che fu proprietà di Francesco V d'Austria-Este

La dinastia d'Austria-Este si estinse nella linea maschile con la morte di Francesco V, già deposto nel 1859 e deceduto nel 1875. Egli, dal momento della sua deposizione sino a quello della morte, tentò di mantenere viva la possibilità di ricostituire gli antichi Stati Estensi e il grado del suo attaccamento all'eredità ideale dei suoi antenati italiani è dimostrato dalle condizioni inderogabili che egli pose per la sua successione. Essendo egli privo di figli maschi (anche l'unica femmina era deceduta in fasce), nominò erede universale l'arciduca d'Austria Francesco Ferdinando, figlio primogenito del fratello dell'imperatore, l'arciduca Carlo Ludovico. Tra le condizioni imposte per la successione, a minaccia di passare la stessa ai due figli Borbone di sua sorella Maria Beatrice, c'erano l'assunzione del cognome d'Austria-Este, il mantenimento dell'arma degli Este nello stemma di famiglia, il corretto apprendimento dell'italiano, scritto e parlato, e il divieto di matrimoni non cattolici. Francesco Ferdinando accettò l'eredità e modificò il proprio cognome, ma il problema della successione si riapri al momento del suo assassinio a Serajevo nel 1914. I suoi figli erano nati da un matrimonio morganatico e non potevano quindi accampare diritti sull'eredità, che passò conseguentemente al nipote Carlo Francesco; quando questi però divenne imperatore, nel 1916, dovette a sua volta rinunziare all'eredità estense e lo fece in favore del suo secondogenito Roberto, sulla base della considerazione che il primogenito Ottone era destinato a succedere sul trono imperiale. Nelle vene di Roberto, cui nel 1917, quando aveva due anni, fu attribuito il cognome d'Austria-Este, scorreva del resto anche il sangue degli ultimi Este, in quanto, tramite sua madre Zita di Borbone-Parma, egli era pronipote di sesto grado, in linea diretta, di Maria Beatrice d'Este.
La tradizione dinastica è mantenuta da Lorenzo d'Austria-Este, figlio maggiore dell'arciduca Roberto d'Austria-Este, sposato con la principessa Astrid del Belgio, unica figlia di Alberto II dei Belgi. Dal 1991 i figli della coppia si fregiano del titolo di arciduca (arciduchessa) d'Austria-Este e principe (principessa) del Belgio. Nel 1995 Lorenzo ha ricevuto il titolo addizionale di principe del Belgio. Il maggiore dei loro figli è il principe Amedeo, arciduca d'Austria-Este, nato nel 1986.
La patrilinearità diretta degli Este, distaccandosi dal ramo italiano, continua col ramo tedesco e con i discendenti di Guelfo d'Este. Guelfo fu duca di Baviera e, sposando Giuditta di Fiandra, originò il casato dei Welfen, quindi il casato di Hannover. Secondo questa linea il discendente diretto degli Este è il principe Ernesto Augusto di Hannover, padre di Ernst August V e quindi suocero di Carolina di Monaco.

## Nobili e sovrane della famiglia d'Este

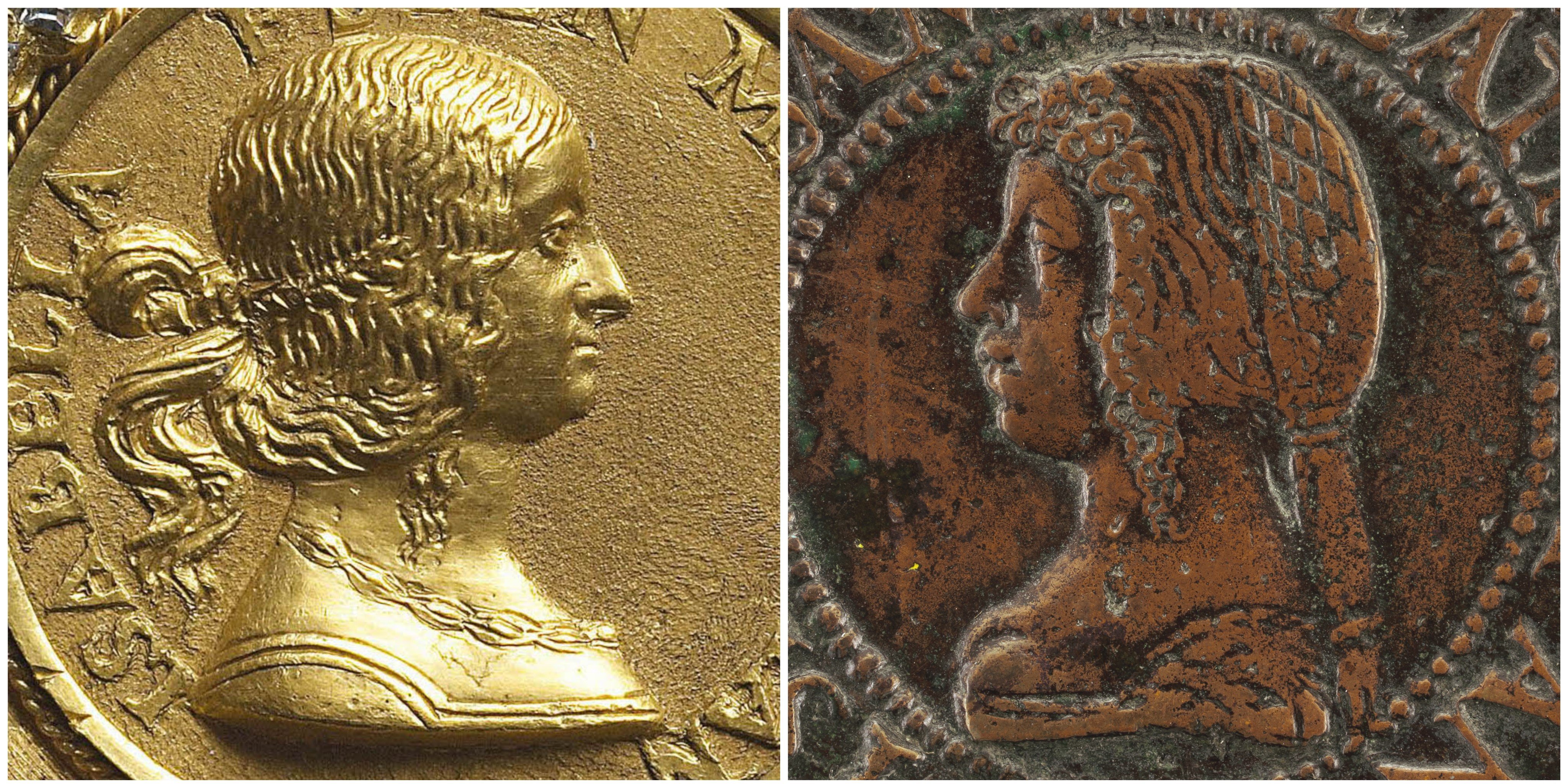
Medaglia delle sorelle Isabella (a sinistra) e Beatrice d'Este (a destra).

- Beatrice d'Este (1215 – 1245), figlia di Aldobrandino I d'Este, sposò Andrea II d'Ungheria e fu regina consorte d'Ungheria
- Taddea d'Este (1365 – 1404), figlia di Niccolò II d'Este e Verde della Scala, fu sposa di Francesco II da Carrara quindi ultima Signora consorte di Padova della famiglia Da Carrara.
- Ginevra d'Este (1419 – 1440), figlia di Niccolò III d'Este e Parisina Malatesta, fu sposa di Sigismondo Pandolfo Malatesta quindi Signora consorte di Rimini.
- Isabella d'Este (1474 – 1539), figlia di Ercole I d'Este e Eleonora d'Aragona, sposò Francesco II Gonzaga, marchese di Mantova. Fu tra le personalità più influenti del Rinascimento.
- Beatrice d'Este (1475 – 1497), figlia di Ercole I d'Este e Eleonora d'Aragona, sposò Ludovico il Moro e fu duchessa di Milano e di Bari. Personalità di primo piano nella politica italiana di fine Quattrocento.
- Eleonora d'Este (1515 - 1575), figlia di Alfonso I d'Este e Lucrezia Borgia.
- Isabella Maria d'Este (1519 – 1521), figlia di Alfonso I e Lucrezia Borgia.
- Anna d'Este (1531 – 1607), figlia primogenita di Ercole II d'Este e Renata di Francia. In prime nozze sposò Francesco I di Guisa e fu duchessa d'Aumale, poi di Guisa; in seconde nozze sposò Giacomo di Savoia-Nemours divenendo duchessa di Nemours e del Genevese.
- Lucrezia d'Este (1535 – 1598), figlia di Ercole II e Renata di Francia. Sposò Francesco Maria II Della Rovere e fu duchessa di Urbino.
- Eleonora d'Este (1537 - 1581), ultima figlia di Ercole II e Renata di Francia.
- Laura d'Este (1590 o 1594 – 1630), figlia di Cesare d'Este e Virginia de' Medici. Sposò giovanissima Alessandro I Pico della Mirandola e fu duchessa consorte di Mirandola e marchesa di Concordia.
- Eleonora d'Este (1595 - 1661), figlia di Cesare d'Este e Virginia de' Medici, entrò giovanissima nel monastero di Santa Chiara di Carpi del quale divenne badessa.
- Margherita d'Este (1619 – 1692), figlia di Alfonso III d'Este e Isabella di Savoia. Sposò Ferrante III Gonzaga e divenne duchessa consorte di Guastalla.
- Anna Beatrice d'Este (1626 – 1690), figlia di Alfonso III e Isabella di Savoia. Sposò Alessandro II Pico della Mirandola e divenne duchessa consorte della Mirandola, oltre ad essere principessa di Modena e Reggio, del Sacro Romano Impero, signora consorte di Concordia e di San Martino in Spino e Cividale.
- Isabella d'Este (1635 - 1666), figlia di Francesco I d'Este e Maria Farnese. Sposò Ranuccio II Farnese e fu duchessa consorte di Parma e Piacenza.
- Eleonora d'Este (1643 - 1722), figlia di Francesco I e Maria Farnese. Si fece suora col nome di Maria Francesca dello Spirito Santo e viene considerata venerabile dalla Chiesa cattolica.
- Maria d'Este (1644 – 1684), figlia di Francesco I e Maria Farnese. Fu la seconda moglie di Ranuccio II Farnese (dopo la sorella Isabella, morta nel 1666) e come tale duchessa consorte di Parma e Piacenza.
- Maria di Modena (1658 - 1718), figlia di Alfonso IV e di Laura Martinozzi, fu sposa di Giacomo II Stuart, e come tale regina consorte d'Inghilterra, di Scozia e d'Irlanda, dal 1685 al 1688.
- Maria Beatrice d'Este (1750 - 1829), figlia di Ercole III d'Este, ultimo duca di Modena e Reggio, e di Maria Teresa Cybo-Malaspina, sovrana duchessa di Massa e principessa di Carrara, fu sposa di Ferdinando d'Asburgo-Lorena, dando così origine alla nuova casa d'Austria-Este, e successe alla madre come ultima sovrana dei suoi Stati toscani.

## Altre personalità maschili della famiglia d'Este

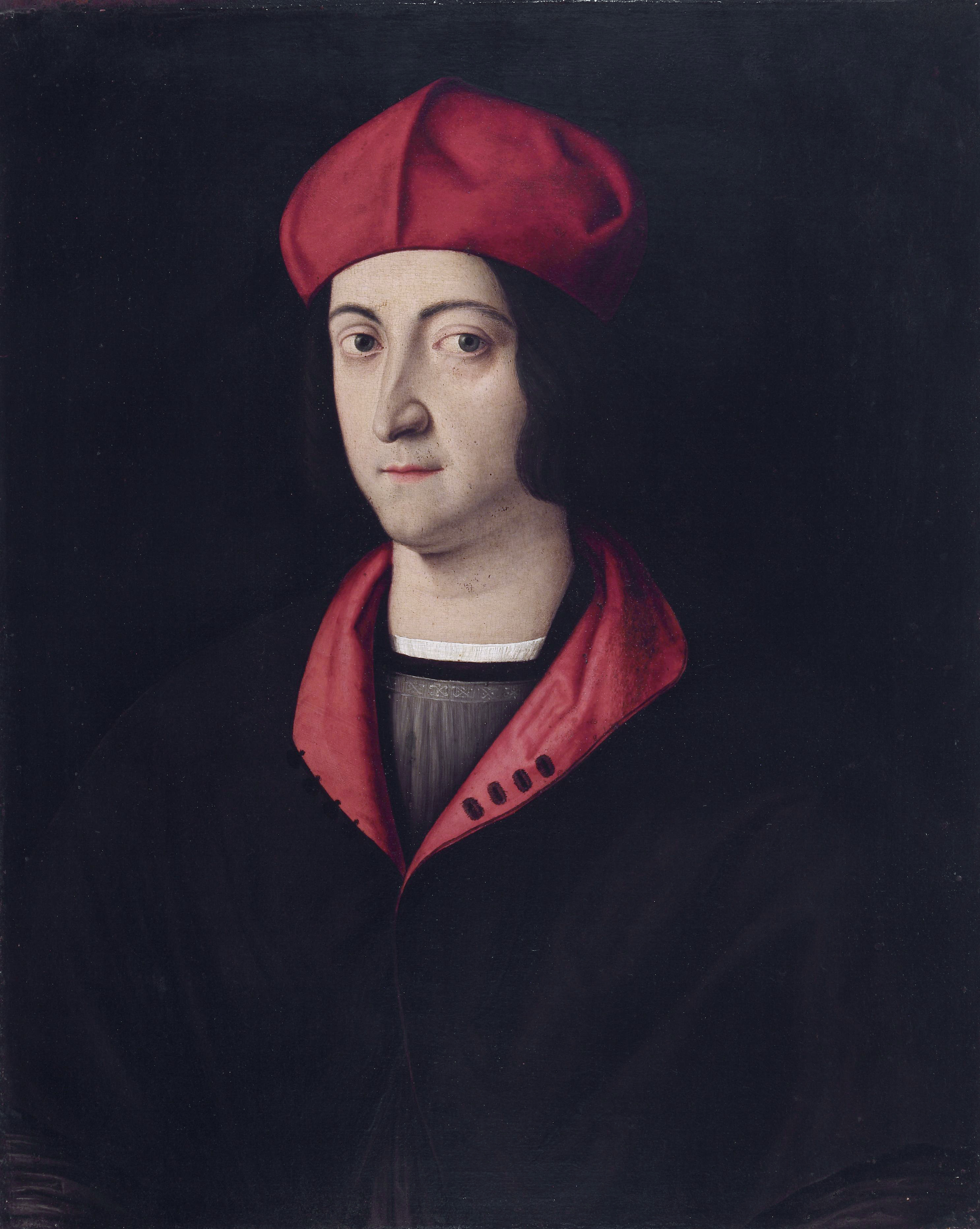
Ippolito d'Este (1502-1531)

- Azzo V d'Este (1125 – 1193), figlio di Obizzo I d'Este, legato alla vicenda del rapimento di Marchesella Adelardi che probabilmente sposò portando le ingenti ricchezze degli Adelardi alla casata.
- Contardo d'Este (1216 – 1249), figlio di Azzo VII d'Este. È annoverato tra i santi.
- Francesco d'Este (? - 1312), Marchese d'Este, figlio di Obizzo II d'Este.
- Taddeo d'Este (1390 circa - 1448), condottiero, figlio di Azzo IX d'Este, nel 1439 difese Brescia contro Niccolò Piccinino.
- Ugo d'Este (1405 – 1425), figlio di Nicolò III d'Este.
- Bertoldo d'Este (1434 - 1463), figlio di Taddeo d'Este, condottiero al servizio dei veneziani.
- Bertoldo I d'Este (? - 1343), Marchese d'Este, sposò Caterina da Camino.
- Francesco d'Este (1325 - 1384), Marchese d'Este, sposò Caterina Visconti e Taddea di Barbiano.
- Azzo IX d'Este (1344 - 1415), Marchese d'Este, sposò Tommasina Guarnioni, Ricciarda da Camino e Amabilia di Collalto.
- Bertoldo II d'Este (? - 1463), senza eredi, ultimo Marchese della città di Este.
- Ippolito II d'Este (1509 - 1572), figlio di Alfonso I d'Este e di Lucrezia Borgia arcivescovo di Milano a soli dieci anni.
- Luigi d'Este (1538 - 1586), fratello di Alfonso II d'Este, vescovo e cardinale di Ferrara nel 1561 e legato in Francia nel 1576.
- Almerico d'Este (1641 - 1660), figlio di Francesco I d'Este.
- Borso d'Este (1605 - 1657).
- Carlo Emanuele d'Este (1622 - 1695), dei marchesi di San Martino.
- Rinaldo III (1618 - 1672), fratello di Francesco I d'Este, fu cardinale nel 1641 e fu chiamato a Modena nel 1647 a reggere lo stato.

## Principali edifici militari e civili legati agli Este

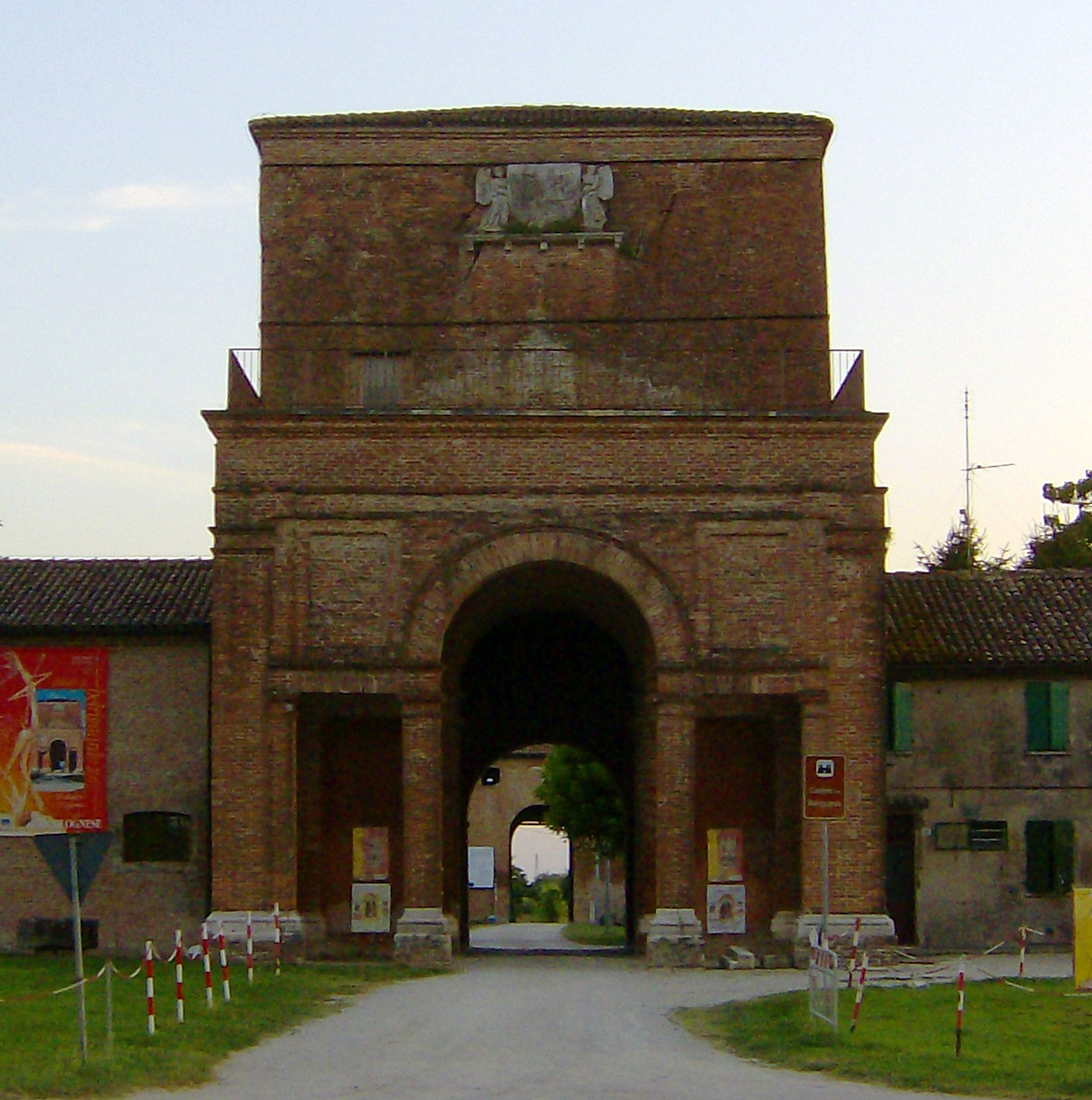
L'ingresso della Delizia di Belriguardo.

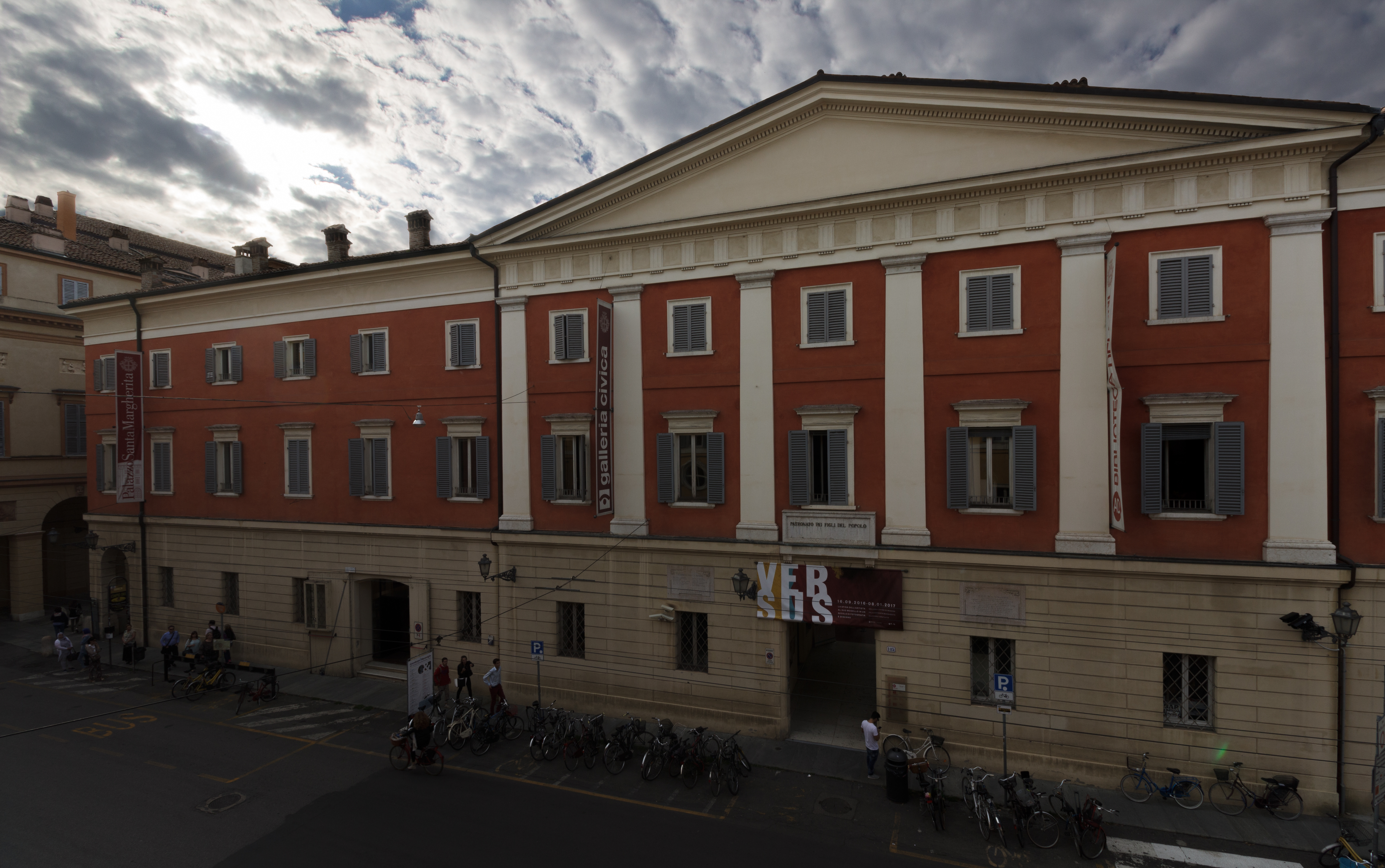
Palazzo Caserma Ducale Santa Margherita

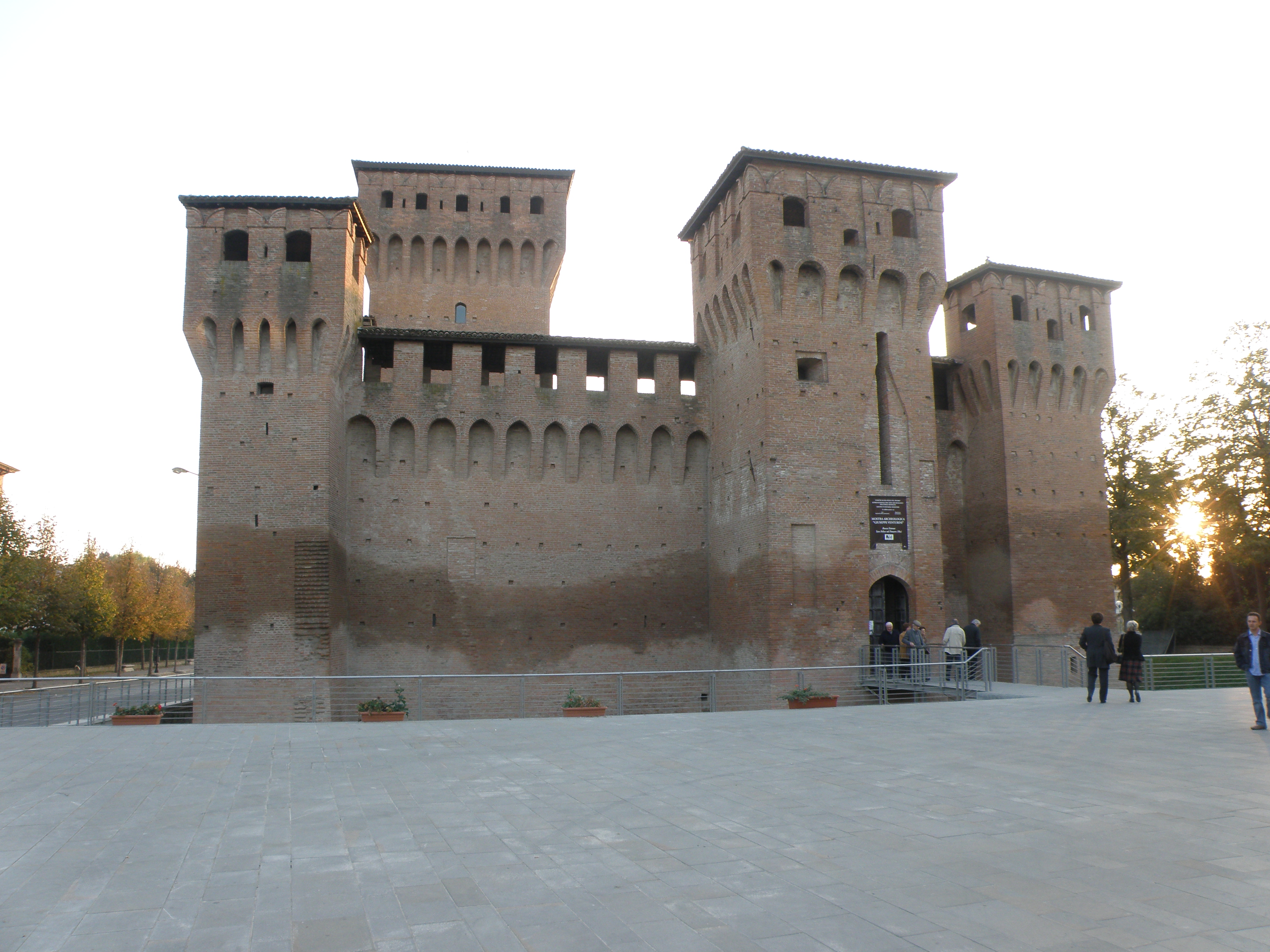
Rocca estense di San Felice sul Panaro

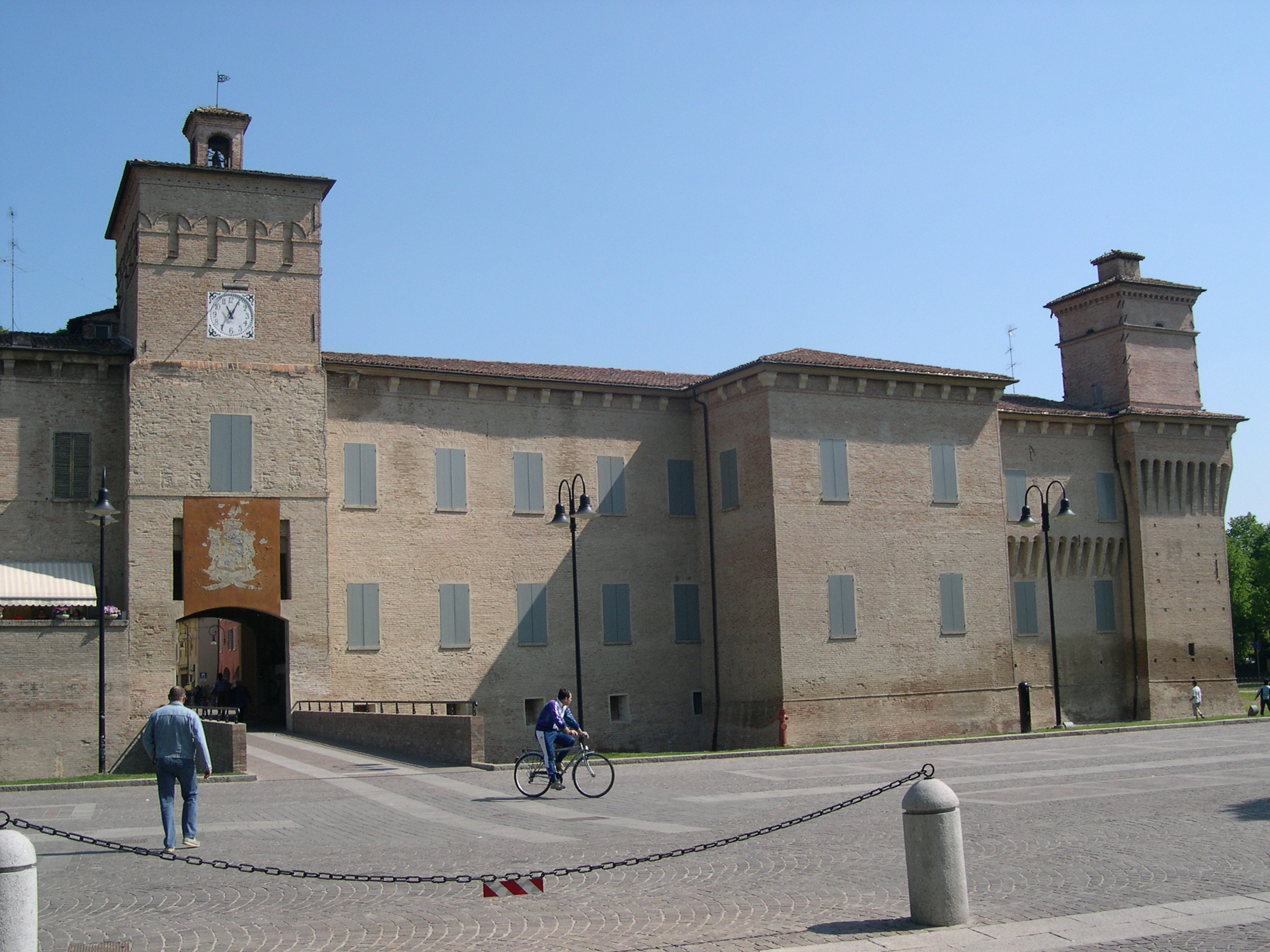
Castello Campori

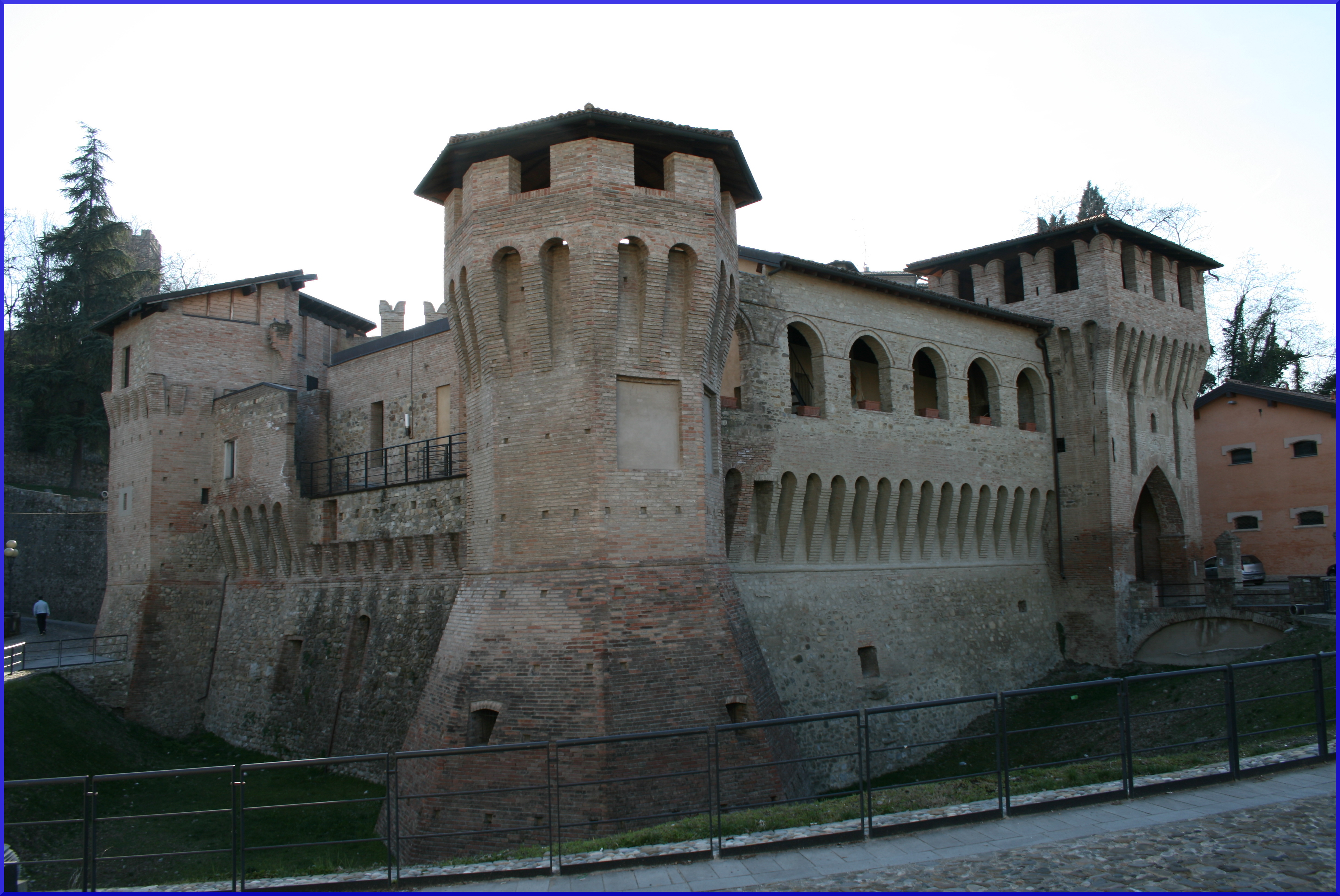
Rocca di Castellarano

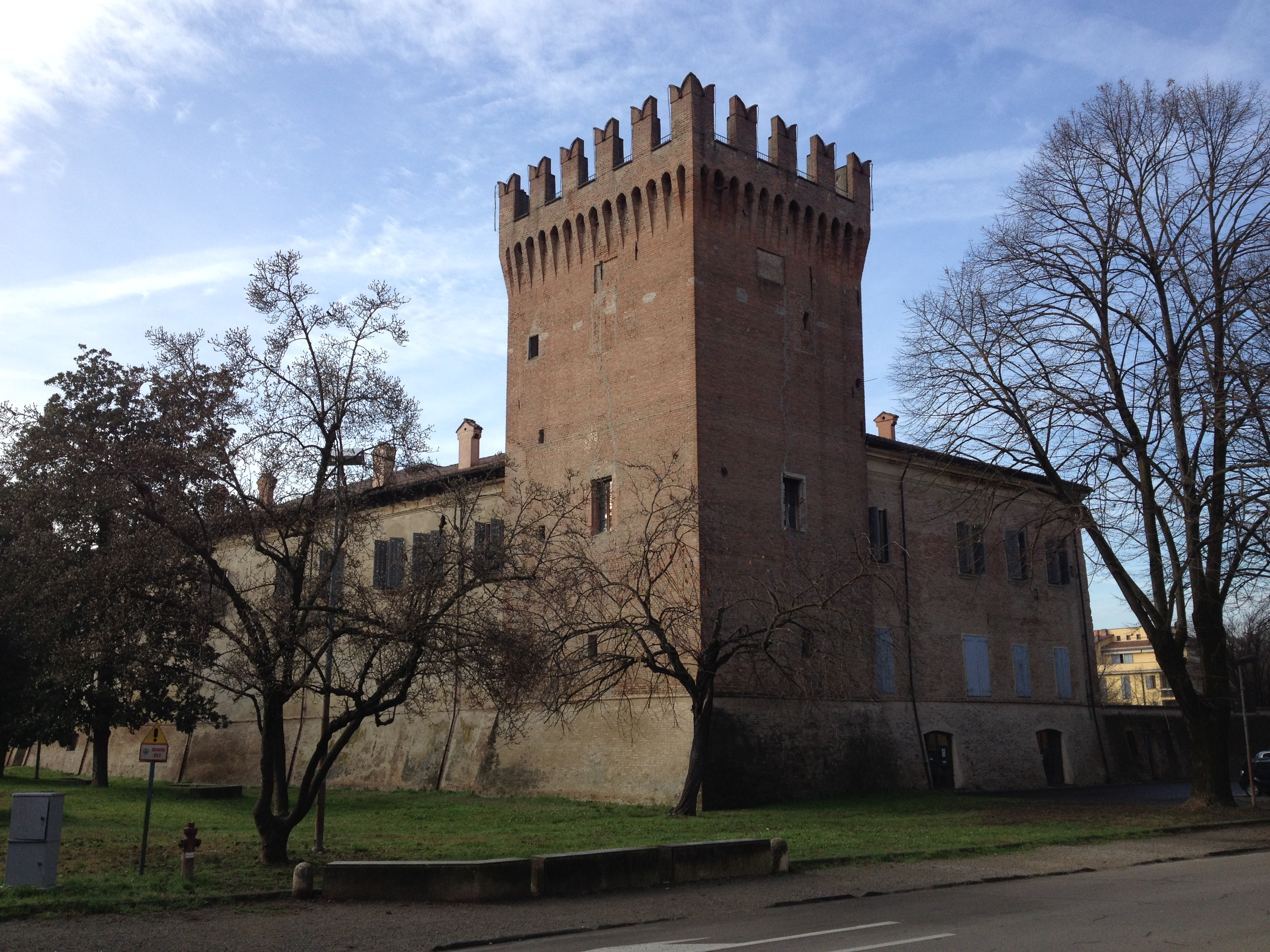
Rocca estense di San Martino in Rio

### Ferrara
Un primo nucleo fondamentale di strutture edificate dalla famiglia è costituito dalle Delizie estensi, quasi tutte nel territorio della provincia di Ferrara. Queste rappresentano in modo significativo la capacità degli Este di influenzare culturalmente, nel periodo rinascimentale, il paesaggio del Delta del Po e del resto del territorio ferrarese, contribuendo così a far inserire la città nella lista dei Patrimoni dell'umanità. Alcune strutture meritano una particolare attenzione:
- Castello Estense
- Palazzo Municipale
- Palazzo dei Diamanti
- Palazzo Paradiso
- Palazzo Schifanoia
- Palazzina di Marfisa d'Este
- Palazzo Tassoni Estense
- Palazzo Trotti Mosti d'Este
- Delizia di Benvignante (Argenta)
- Rocca di Stellata (Bondeno)
- Palazzo Mosti (Bondeno)
- Rocca di Cento (Cento)
- Palazzo del Governatore (Cento)
- Delizia di Copparo (Copparo)
- Villa della Mensa (Copparo)
- Castello di Mesola (Mesola)
- Delizia del Verginese (Portomaggiore)
- Delizia di Belriguardo (Voghiera)
- Casino di caccia La Tagliata (Codigoro)
- Torre Tieni (Fiscaglia)
- Delizia di Migliaro - Casa Pavanelli (Fiscaglia)

### Modena
- Palazzo Ducale
- Accademia Ducale Scienze lettere arti Palazzo Coccapani Imperiali
- Collegio dei Nobili san Carlo
- Albergo dei Poveri Galleria Estense
- Castello delle Rocche (Finale Emilia)
- Castello di Formigine (Formigine)
- Cappelletta del Duca Medolla
- Palazzo Ducale (Pavullo nel Frignano)
- Rocca estense di San Felice sul Panaro (San Felice sul Panaro)
- Bosco della Saliceta (San Felice sul Panaro)
- Castello di Sestola (Sestola)
- Rocca di Vignola (Vignola)

A Modena e provincia sono presenti anche:
- Palazzo Caserma Ducale Santa Margherita
- Carcere Ducale Santa Eufemia
- Carcere Ducale Saliceta San Giuliano
- Collegio dei Nobili san Carlo Zocca
- Collegio dei Nobili Villa Molza Camposanto
- Casino dei Nobili Palazzo Tacoli
- Ospedale Ducale San'Agostino
- Villa Pentetorri Ducale
- Palazzo Ducale Milizia Estense Caserma Santa Chiara
- Palazzo Ducale Intendenza delle Finanze estensi
- Caserma Ducale Cavallerizza e Carrozze dei Dragoni Estensi
- Palazzo Ducale - Palazzo Foresto
- Castello e torre di Baggiovara
- Casino Ducale Lesignana
- Porto e Darsena Ducale di Bomporto
- Castello di Campogalliano
- Villa Ducale del Corletto Formigine

- Castello di Magreta (Formigine)
- Dosile Chiusa Ducale, Magreta
- Bocchetta Chiusa Pincetti, Magreta
- Palazzo Ducale Intendenza della Milizia Mirandola
- Palazzo Ducale (Sassuolo)
- Palazzina della Casiglia (Sassuolo)
- Palazzina Ducale detto Ovile (Sassuolo)
- Palazzina del Belvedere Ducale (San Michele dei Mucchietti)
- Tenuta Ducale di Caccia delle Casiglie (Sassuolo)
- Collegio dei Nobili San Carlo (Sassuolo)
- Villa Ducale Conti Sorra (Castelfranco Emilia)
- Ponte Ducale con Torrioni (San Cesario sul Panaro)
- Palazzo Castellazzo Trotti Mosti D'Este (Palagano)
- Palazzina e Bosco Ducale (Lama Mocogno)
- Villa Ferri (San Felice sul Panaro)
- Torrioni Ducali (San Prospero)
- Castello Campori (Soliera)
- Fabbrica Ducale Prodotti Esplodenti (Spilamberto)

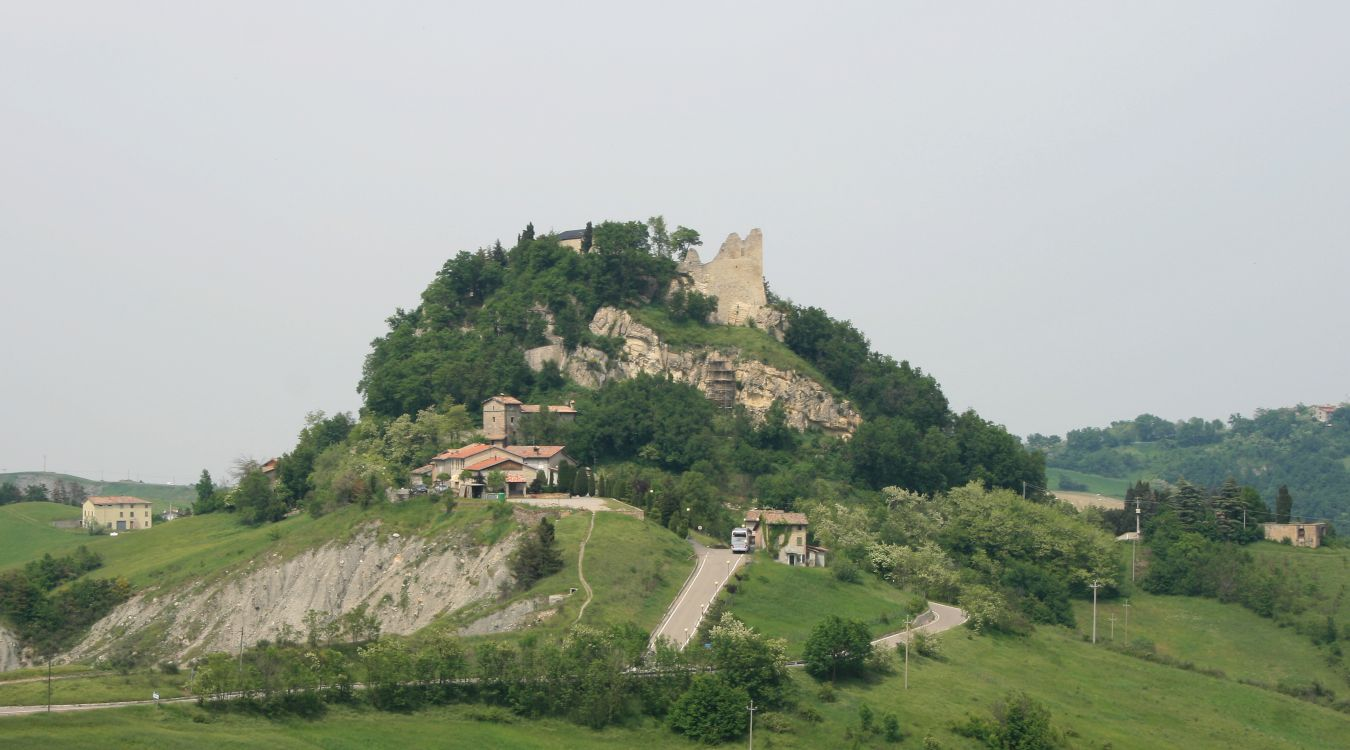
Castello di Canossa

### Reggio Emilia
- Palazzo Ducale (Reggio Emilia)
- Palazzo Ducale (Rivalta) (Reggio Emilia)
- Rocca Estense di San Martino in Rio (San Martino in Rio)
- Rocca Estense di Castellarano (Castellarano)
- Castello di Montecchio (Montecchio Emilia)
- Rocca di Scandiano (Scandiano)
- Castello della Torricella (Scandiano)
- Castello di Arceto (Scandiano)
- Castello di Casalgrande (Casalgrande)
- Castello di Canossa (Canossa)
- Palazzo dei Principi (Correggio)

A Reggio Emilia e provincia sono presenti anche:
- Villa Ducale di Rivaltella (Reggio Emilia)
- Villa d’Este e la Vasca di Corbelli (Reggio Emilia)
- Carcere Ducale - Forte di Rubiera (Rubiera)
- Castello di Dinazzano (Casalgrande)
- Rocca di Castelnovo di Sotto (Castelnovo di Sotto)

- Foro Boario - Caserma Zucchi (Reggio Emilia)
- Deposito Stalloni (Reggio Emilia)
- Castello di San Polo d'Enza (San Polo d'Enza)
- Acquedotto del Duca Borso d'Este (San Polo d'Enza)

### Garfagnana

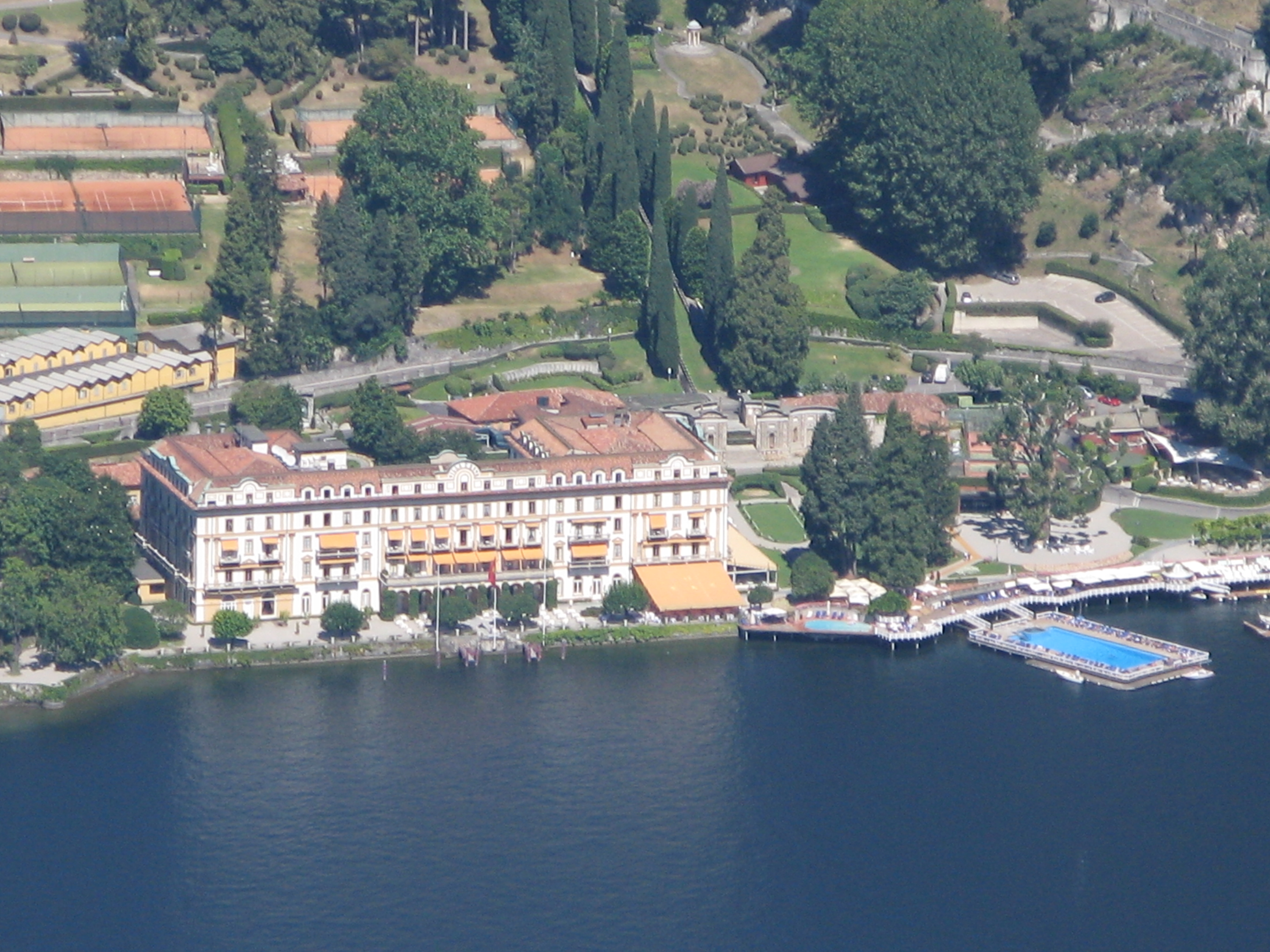
Villa d'Este a Cernobbio.

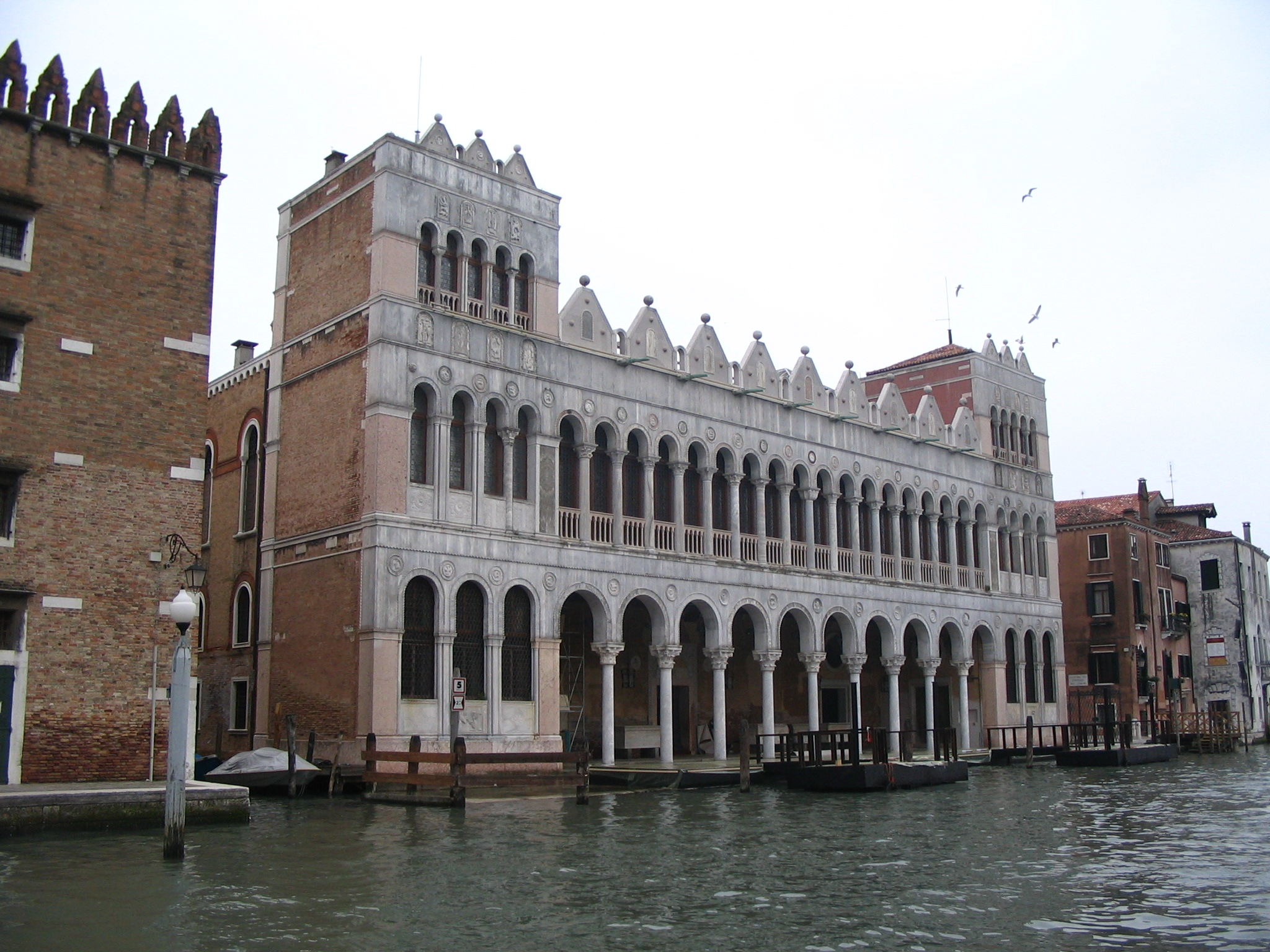
Fondaco dei Turchi a Venezia.

- Fortezza delle Verrucole
- Fortezza di Mont'Alfonso

### Altre province italiane
- Palazzo Estense (Varese)
- Villa Mirabello (Varese)
- Villa d'Este (Cernobbio)
- Villa d'Este (Tivoli)
- Fondaco dei Turchi (Venezia)
- Castello del Catajo (Padova)
- Castello carrarese di Este (Este)
- Palazzo Calcagnini Firenze
- Palazzo Ducale (Massa)
- Palazzo Cybo Malaspina (Carrara)
- Rocca Malaspina (Massa)
- Palazzo Del Medico (Carrara)

In altre province italiane sono presenti anche:
- Piramidi Ducali (Abetone)
- Rocca Estense (Lugo)
- Castello di Fusignano (Fusignano)
- Castello di Cotignola (Cotignola)
- Rocca di Conselice (Conselice)
- Rocca estense (Massa Lombarda)

- Castello di Sant'Agata (Sant'Agata sul Santerno)
- Castellaccio o Palazzo Papini (Bagnacavallo)
- Palazzo già Torfanini (Bologna)
- Palazzo Pretorio Castelnuovo Scrivia
- Castello Malaspina (Carrara)

### Altri Paesi
- Castello di Wildenwart (Baviera)
- Palazzo Modena (Vienna)
- Modenapark (Vienna)

## Stemma
Lo stemma degli Este è costituito da un'aquila d'argento in campo azzurro, che fregia la bandiera di famiglia fin dal 1239. L'azzurro era il colore usato dalla fazione guelfa mentre i Ghibellini adoperavano per lo più il rosso. I tre gigli in campo azzurro dentellato d'argento vennero aggiunti dal marchese Nicolò III, cui aveva concesso l'ambìto privilegio Carlo VII, re di Francia. Nel 1452 l'imperatore Federico III, concesse di inserire l'aquila imperiale in campo d'oro per denotare i feudi imperiali di Modena e Reggio; nello stesso tempo l'aquila, divisa longitudinalmente in una metà argentea in campo azzurro e nell'altra metà nera in campo oro, rappresentava la contea di Rovigo istituita allora.
Le chiavi pontificie sono il simbolo della rinnovata investitura di Ferrara da parte di Papa Sisto IV a Ercole I nel 1474, come il triregno lo è del vicariato della Chiesa.
Il gonfalone venne inserito nel 1368, nell'occasione della nomina del marchese Niccolò II a gonfaloniere perpetuo di Santa Romana Chiesa.

Stemma originario della famiglia d'Este dal 1239 al 1431
Stemma della famiglia d'Este dal 1431 al 1452
Stemma della famiglia d'Este dal 1452 al 1471
Stemma della famiglia d'Este nel 1471
Stemma della famiglia d'Este dal 1471 al 1535
Stemma della famiglia d'Este dal 1535 al 1741
Stemma della famiglia d'Este dal 1741 al 1803
Stemma della famiglia Austria-Este

### Motto
Non è possibile attribuire in modo certo un motto alla casata degli Estensi. Un motto erroneamente legato a tutta la casata: Ab insomni non custodita Dracone, deve essere in realtà legato ad uno solo dei suoi rappresentanti illustri, il cardinale Ippolito d'Este, fratello di Alfonso I d'Este e figlio di Ercole I d'Este. Il legame fra i tre estensi ed il particolare momento storico nel quale vissero, col ducato di Ferrara, Modena e Reggio nel periodo della sua maggiore importanza, ha alimentato tale convinzione.

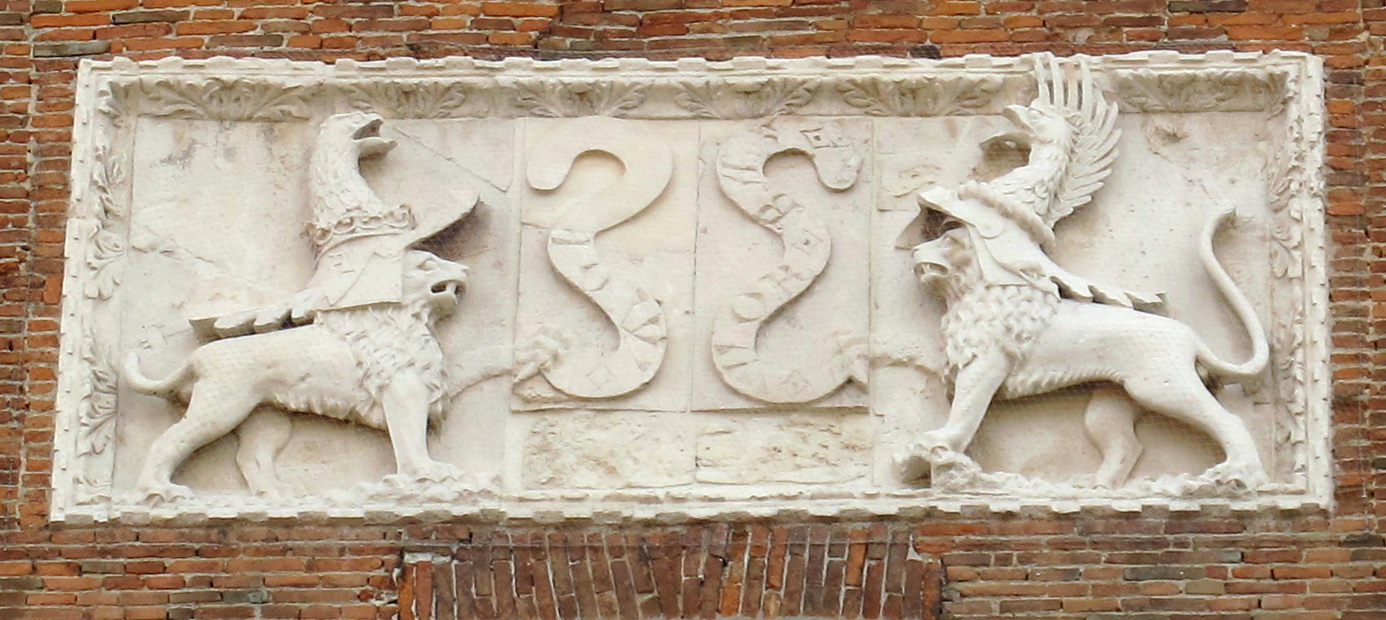
Wor Bas sulla lapide della torre dei leoni del Castello Estense

Nel 1921 è uscito un volume dal titolo Ferrara - Ab insomni non custodita dracone che già dal titolo si riferiva all'araldica, con significati non tutti decifrabili e con un richiamo esplicito all'aquila estense ed al nome della città, e anche questo ha creato la convinzione che tale frase in latino e di origine classica fosse il motto della casata.
Sulla torre dei leoni del Castello Estense si può vedere una lastra marmorea restaurata all'inizio del XXI secolo che riporta la scritta Wor Bas, forse avrebbe il significato di "Sempre avanti" e, con maggior probabilità, è da intendersi come motto della casata.

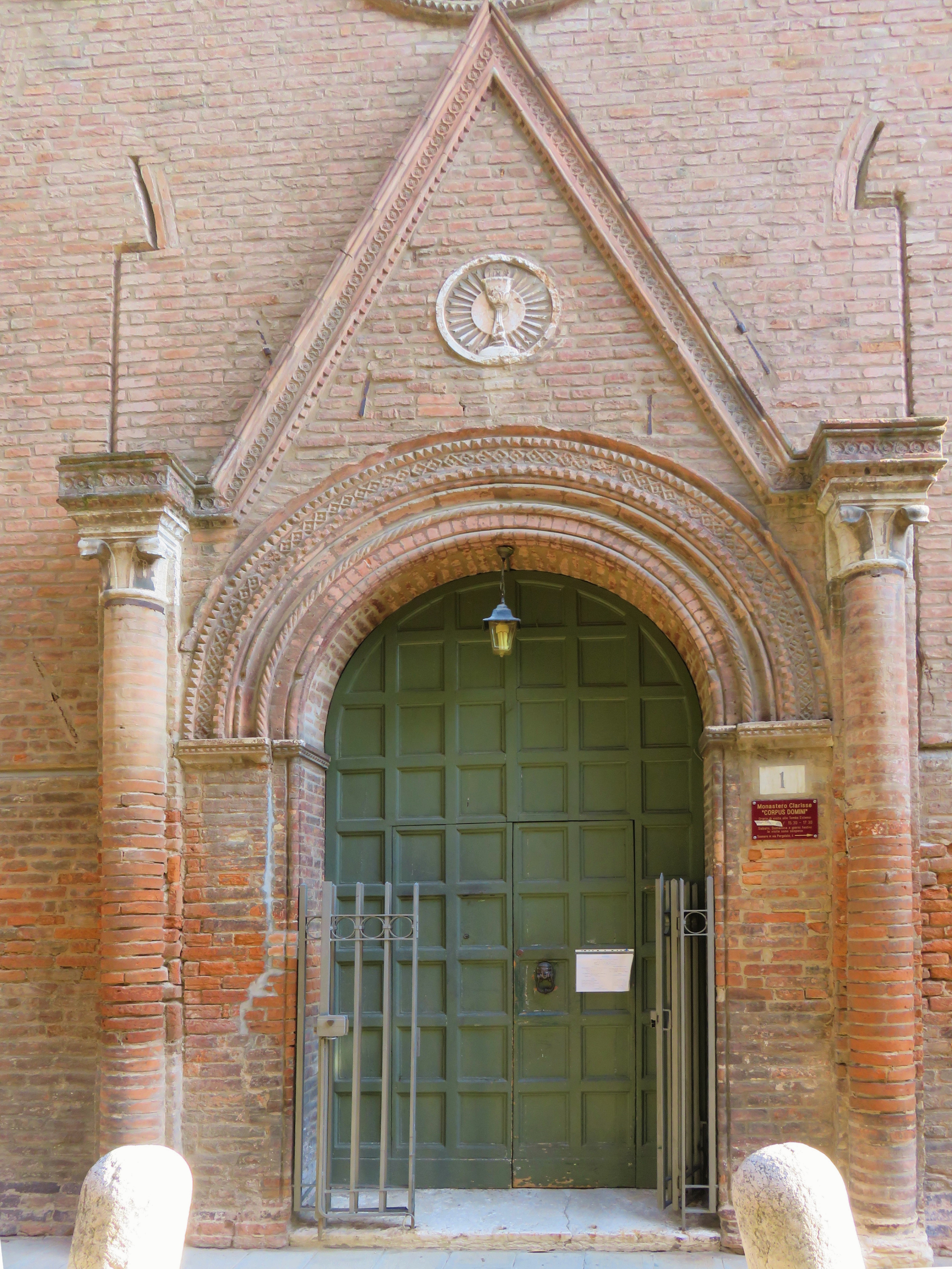
Ingresso della chiesa del Corpus Domini a Ferrara.

## Luoghi di sepoltura degli Este
I luoghi di sepoltura degli Estensi sono diversi.
A Ferrara molte personalità della dinastia riposano nel monastero del Corpus Domini e nella basilica minore di San Francesco.
Borso d'Este e Marfisa d'Este riposano in certosa.
Molti riposano a Modena, nella chiesa di San Vincenzo e a Vienna, nella cripta dei Cappuccini della Kapuzinerkirche. Altri nell'abbazia della Vangadizza, nella cattedrale di San Giorgio, nella chiesa della Natività di Scandiano e al cimitero di Gubiano di Varese.

## In onore degli Este

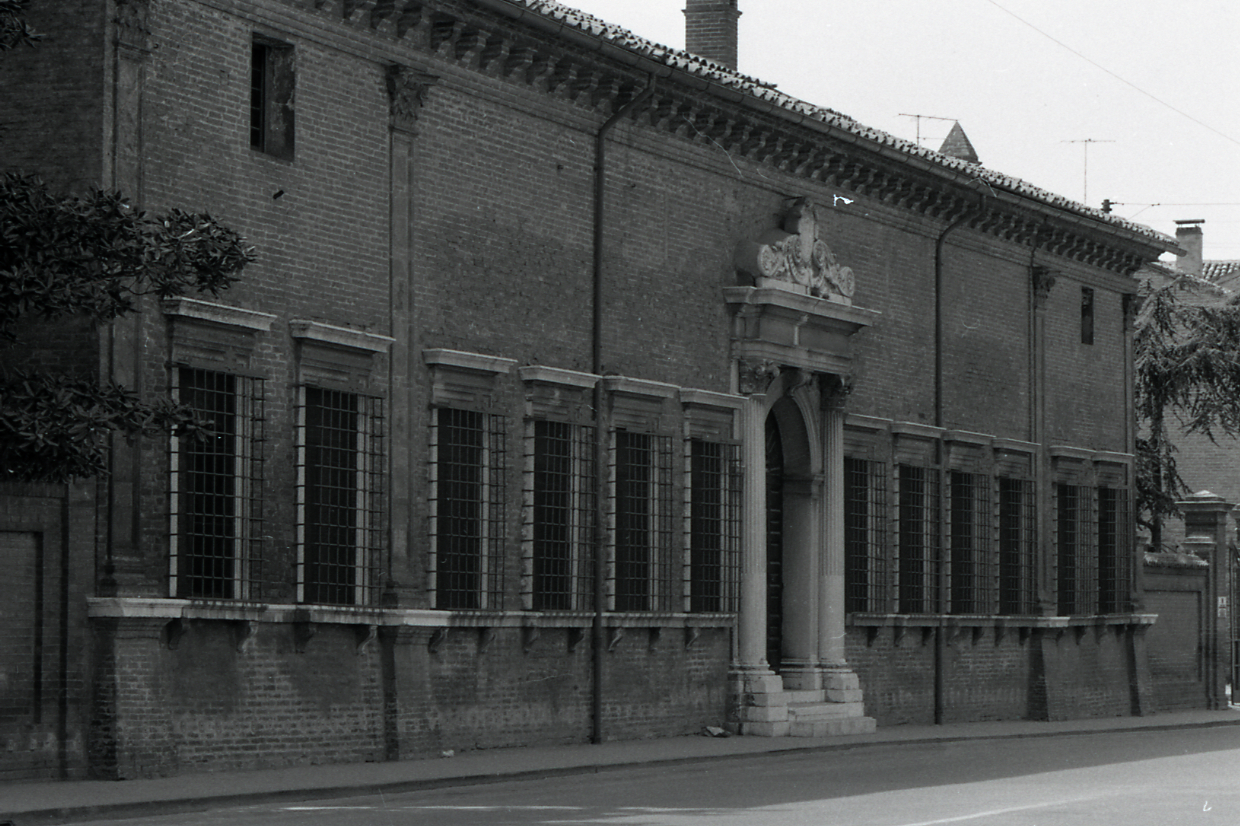
Palazzina di Marfisa d'Este in un'immagine di Paolo Monti del 1969.

### Architettura
- Palazzina di Marfisa d'Este, edificio storico del XVI secolo a Ferrara.
- Palazzo Estense, residenza di Francesco III d'Este a Varese.
- Sala Estense, sala teatrale a Ferrara.
- Villa d'Este a Tivoli.
- Villa d'Este a Cernobbio.
- Villa d'Este al Quirinale, primo nucleo del Palazzo del Quirinale a Roma.

### Astronomia
- Cratere d'Este

### Geografia
- Lido degli Estensi, località balneare della provincia di Ferrara.
- Romagna estense, territori che fecero parte dei domini della casa d'Este.
- Villa Estense, comune nella provincia di Padova.

### Musei e cultura
- Biblioteca Estense universitaria di Modena, biblioteca pubblica statale nel palazzo dei Musei a Modena.
- Bibbia di Borso d'Este, manoscritto miniato appartenuto a Borso d'Este.
- Galleria Estense, museo di Modena.
- Museo lapidario estense, museo di Modena.

### Altro
- Alfa Romeo 6C 2500 SS Villa d'Este, auto prodotta tra 1949 e il 1952 dalla Alfa Romeo.
- Brigata Estense, esercito del Ducato di Modena e Reggio.
- Contesa estense, torneo storico che si svolge a Lugo.
- Coop Estense, cooperativa di consumatori con sede a Modena.

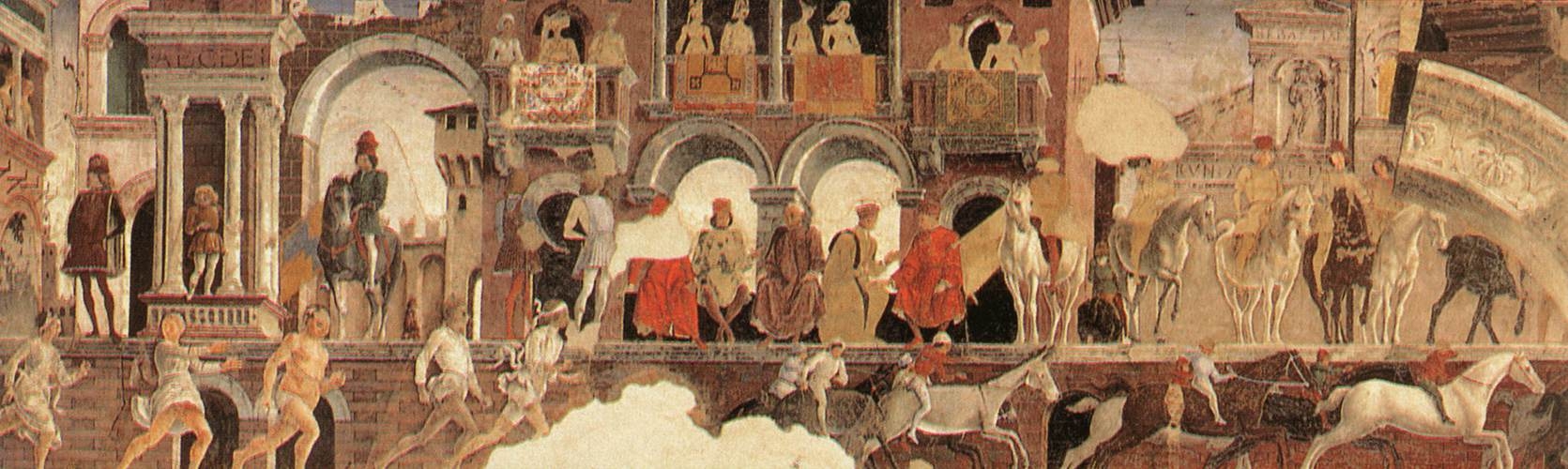
Francesco del Cossa, particolare delle corse del palio nel salone dei mesi in palazzo Schifanoia.

## Rievocazioni storiche
- Palio di Ferrara. Nato per festeggiare una vittoria a Cassano d'Adda ottenuta da Azzo VII d'Este nel 1259, in seguito fu una celebrazione della nomina a duca di Borso d'Este da parte di Papa Paolo II nel 1471.
- Contesa estense, torneo storico che si svolge a Lugo.
- Quintana Cybea a Massa. Rievocazione storica legata, in parte, anche ai rapporti che Massa ebbe con Modena e con la signoria estense.[75][76]
- Alla Corte degli Estensi. A Este si ricorda l'entrata in città di Azzo VII d'Este nel 1259, lo stesso evento ricordato dal palio a Ferrara.[77]
- Finalestense, con sfilate, giochi, palio artistico e rievocazioni anche con gruppi storici a Finale Emilia nel mese di giugno dal 1995.[78]